# Hardcore punk
L'hardcore punk o punk hardcore (chiamato anche semplicemente hardcore) è un sottogenere del punk rock nato negli Stati Uniti d'America e sviluppatosi successivamente anche in Europa. Il genere inizialmente si sviluppò nella California meridionale, intorno alla città di Los Angeles e poi, all'inizio degli anni ottanta, anche nella zone di Washington, New York e Boston, per poi diffondersi in tutta la nazione.
Nato nella scena underground, inizialmente non raggiunse il successo nel mainstream, nonostante in seguito una parte di questo, l'hardcore melodico, riuscì a ottenere una certa esposizione commerciale; comunque molti gruppi, come i Nirvana, fortemente influenzati dall'estetica hardcore, hanno ottenuto grande eco mediatica e commerciale, così come personaggi nati negli ambienti hardcore come Bob Mould, Henry Rollins, Mike Watt e Ian MacKaye sono divenuti fondamentali per la scena alternative rock.

## Caratteristiche
Il genere deriva direttamente dal primo punk rock. Le caratteristiche principali sono spesso l'alta velocità della musica, il cantato urlato o in scream, riff semplici, le sonorità più aggressive e distorte, brani di breve durata e un'avversione per il virtuosismo.
I testi sono generalmente politici, e attenti a questioni legate all'insofferenza nei confronti della vita contemporanea e a problemi sociali o individuali.
Particolarmente degne di nota sono le già citate correnti di pensiero assunte dai movimenti anarcho punk e straight edge, che rifiutano totalmente la visione dei primi punk, aderendo a uno stile di vita salutista, ambientalista, animalista e talvolta pacifista, vegetariano o vegano.
Nonostante ciò, alcune forme di hardcore, come lo street punk (di cui solo una parte è hardcore punk), si promuovono come prosecutrici della visione nichilista tipica di alcuni gruppi punk 77 britannici, quali ad esempio i Sex Pistols.

## Storia
Il genere comincia a svilupparsi negli Stati Uniti (e in misura minore anche in Gran Bretagna) a cavallo tra la fine degli anni settanta e i primi anni ottanta. Nonostante gli esponenti di questo genere spesso connotassero atteggiamenti nichilisti e autodistruttivi tipici del primo movimento punk, una parte di esso, in Gran Bretagna l'anarcho punk e negli Stati Uniti lo straight edge, si distaccò notevolmente da questa filosofia, e cominciò a interrogarsi sulle problematiche sociali, economiche e politiche anche in maniera costruttiva e coerente.

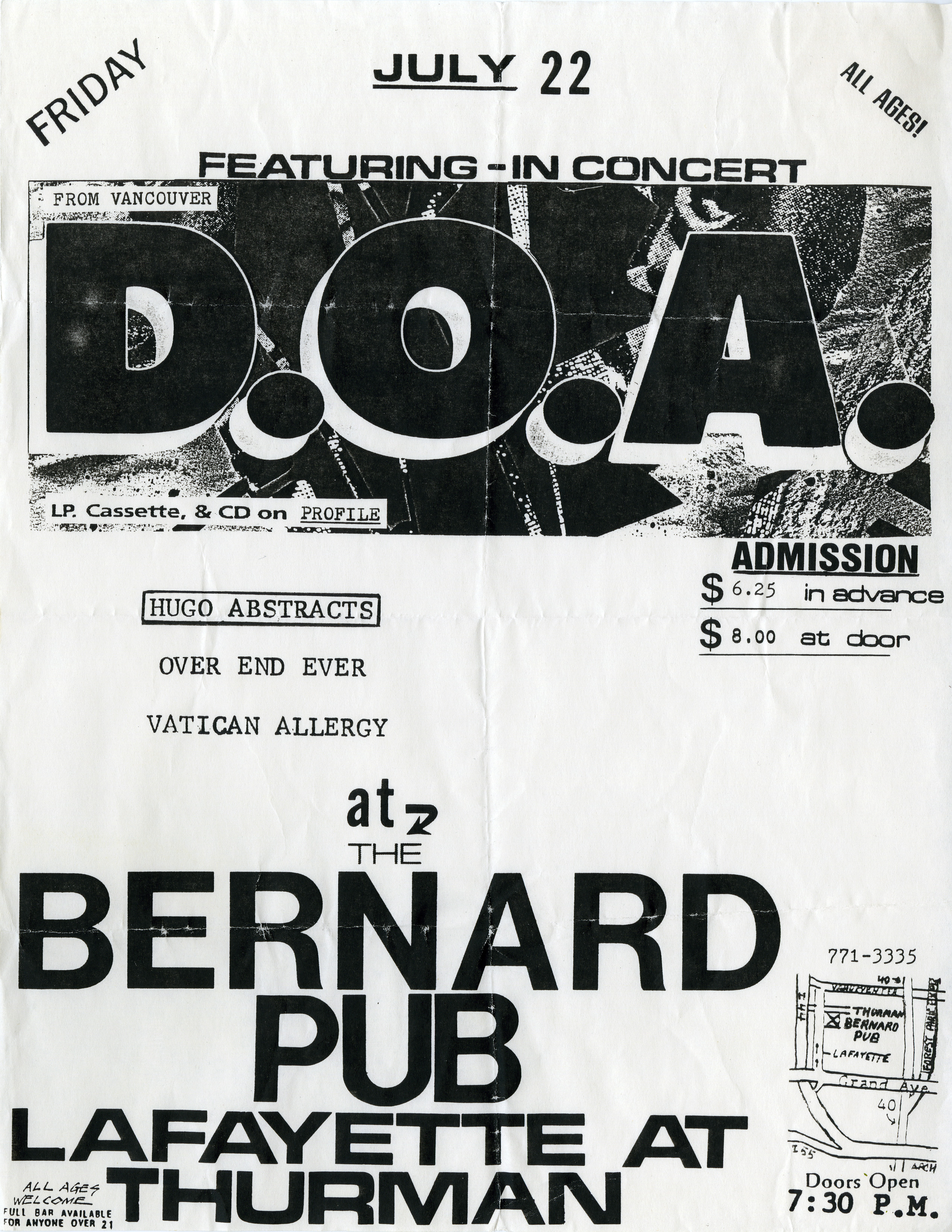
Locandina autoprodotta per un concerto dei D.O.A. il 22 luglio 1988

L'hardcore punk si svilupperà notevolmente negli anni ottanta, considerati gli anni d'oro del genere, che si sviluppò al di fuori dal mainstream, proponendosi invece come un fenomeno underground ed esterno al circuito commerciale. Con gli anni verranno a svilupparsi diverse correnti e filosofie relative a questo sottogenere del punk rock. Verso la fine degli anni ottanta e nei primi anni novanta, il melodic hardcore punk incominciò ad acquisire notorietà, dapprima negli Stati Uniti, in seguito in tutto il mondo. Nonostante questo sottogenere cominciasse a diventare popolare, il genere nelle sue forme classiche continuò almeno in parte a mantenere il suo carattere anticommerciale. Nonostante ciò, anche questo genere, come del resto la scena punk in generale, cominciò a farsi conoscere su larga scala, dando inizio a una tendenza al punk rock che continua tutt'oggi.

### Origini
Nell'America settentrionale, il genere musicale ha origine tra gli anni settanta e gli anni ottanta in diverse aree geografiche, tra le quali si segnalano particolarmente le scene locali di California, Washington, Chicago, New York, Austin, Winnipeg, Vancouver, Toronto e Boston.
La prima scena ha origine nelle cittadine balneari della zona di Los Angeles, influenzata da gruppi come 999, Angelic Upstarts, Sham 69, Ramones e Avengers.
L'origine del termine hardcore punk è incerta. Il gruppo di Vancouver D.O.A. ha probabilmente contribuito a rendere popolare il termine con il titolo del loro album del 1981, Hardcore '81. Fino al 1983, il termine hardcore è utilizzato saltuariamente, principalmente come termine descrittivo. Gli adolescenti statunitensi appassionati del genere si consideravano come fan del punk, nonostante non fossero necessariamente interessati all'originale suono punk rock della fine degli anni settanta di gruppi come Ramones, Sex Pistols, The Clash, The Damned, Heartbreakers, The Voidoids o Dead Boys. In molti ambienti, hardcore era un termine utilizzato all'interno del gruppo, indicante musica di gente come noi, e includeva sonorità molto variegate, dall'hardcore iper-veloce al rock funereo, nonché talvolta il sound di gruppi sperimentali, tra i quali The Stickmen e Flipper.

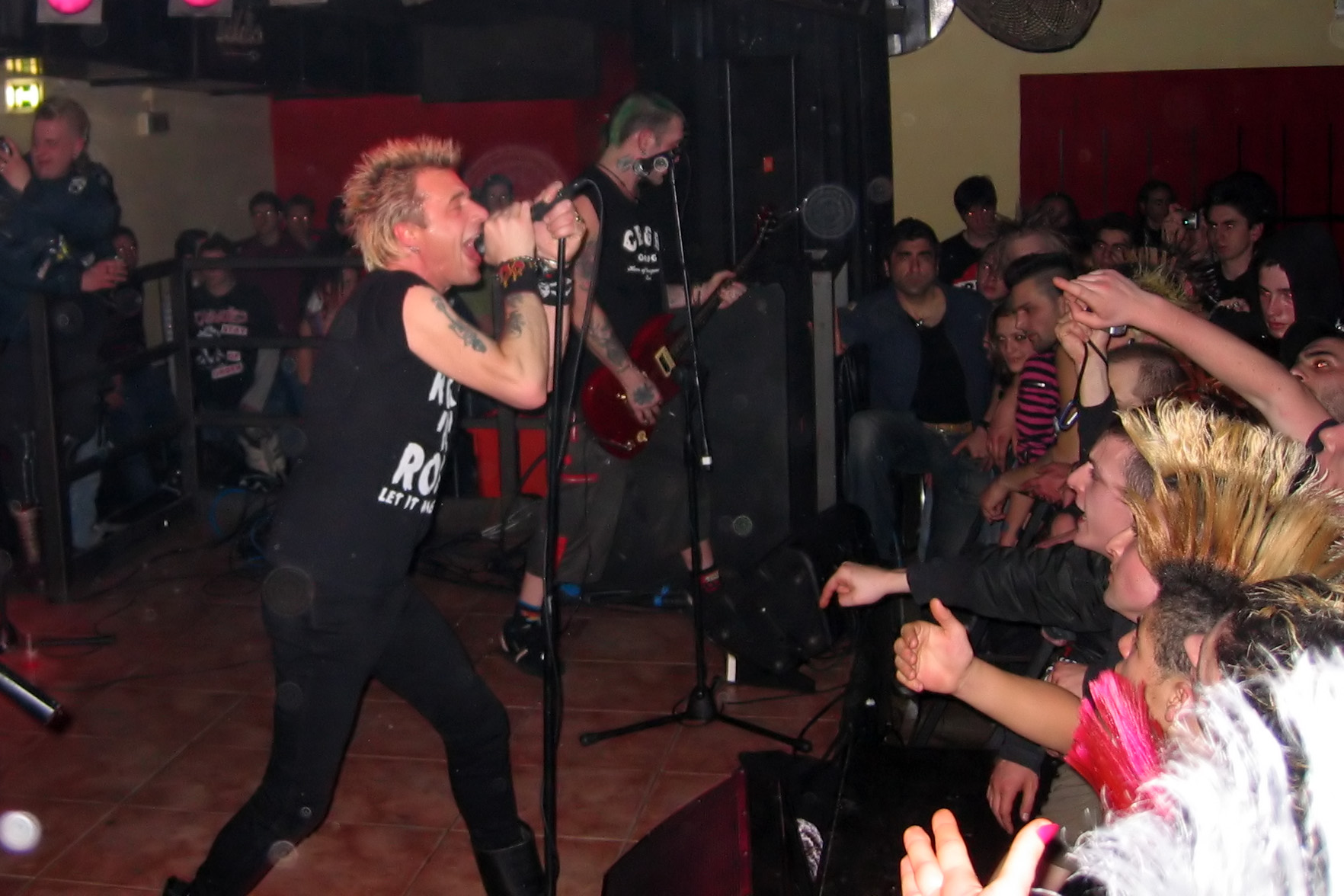
I Charged GBH nel 2006

Poiché gran parte delle formazioni ha contatti limitati con il mondo della produzione musicale, l'hardcore esprime un approccio tipicamente Do it yourself di autoproduzione. In molte città la scena hardcore promuove produzioni economiche, formate da registrazioni di quattro tracce, vendute durante i concerti o tramite posta. I concerti sono promossi attraverso fanzine fotocopiate, spettacoli radiofonici e poster affissi ai muri o alle cabine telefoniche. I fan adottano uno abbigliamento composto da T-shirt, jeans e capelli rasati. Nonostante anche la prima ondata punk utilizzasse un abbigliamento DIY, come jeans strappati con spille attaccate, l'abbigliamento della scena hardcore degli anni ottanta è in contrasto con lo stile effeminato, elaborato e provocatorio di punk come Soo Catwoman, che includeva trucchi, acconciature elaborate ed esperimenti avanguardistici nel vestiario.
Nello stesso periodo, uno sviluppo parallelo di forme di hardcore punk si inizia a notare nel Regno Unito con quello che sarebbe stato poi conosciuto come british hardcore. Gruppi di questa corrente, come i Discharge e i Charged GBH, applicano al suono del punk della fine degli anni settanta pesanti sonorità di batteria e distorsioni di chitarra tipiche di formazioni della New Wave of British Heavy Metal (NWOBHM) come i Motörhead. Nonostante l'hardcore punk nordamericano e l'hardcore britannico si siano sviluppati contemporaneamente, non è chiaro se quest'ultimo sia stato direttamente influenzato dalla scena americana o se non sia invece accaduto l'opposto.

### I padrini del genere
Il libro di Michael Azerrad Our Band Could Be Your Life e il libro di Steven Blush American punk hardcore (da cui è tratto il film/documentario American Hardcore di Paul Rackman) descrivono i Black Flag, i Bad Brains e i Minor Threat come i gruppi più importanti e influenti del genere. Azerrad descrive i Black Flag come padrini; accredita i Bad Brains, formati a Washington nel 1977, come introduttori del tempo veloce nell'hardcore; descrive infine i Minor Threat come la formazione hardcore punk definitiva. Ma una grande rilevanza (compreso per quel che riguarda la produzione di ulteriori gruppi, con la nascita del panorama "Alternative Tentacles" degli anni '90) hanno anche i californiani Dead Kennedys.

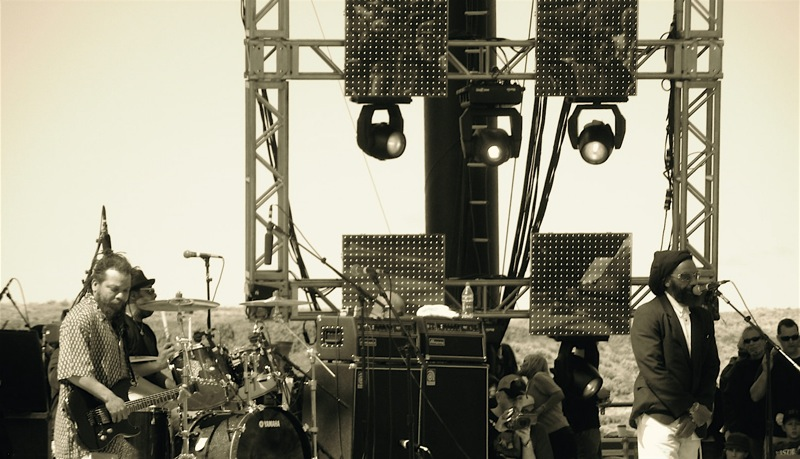
I Bad Brains nel 2007

I Black Flag, formati dal chitarrista e compositore Greg Ginn a Los Angeles nel 1976, hanno un grande impatto sulla scena losangelina, nonché successivamente nell'intera scena nordamericana, con le loro sonorità dure e l'approccio DIY. Attraverso i tour nel 1980 e nel 1981 il gruppo entra in contatto con le scene hardcore punk diffuse nel nord America e indica le tracce seguite da altre formazioni.
I Bad Brains, formati a Washington nel 1977, includono elementi dell'heavy metal e del reggae, e alcuni loro lavori presentano tempi veloci mai sentiti prima nel rock and roll.
I Minor Threat, anch'essi di Washington e formati nel 1980, suonano con uno stile aggressivo, veloce, notevolmente influenzato dai Bad Brains. Il gruppo ha ispirato il movimento straight edge, specialmente attraverso la loro canzone Straight Edge.

### Altri gruppi importanti
Secondo Brendan Mullen, fondatore del locale punk di Los Angeles The Masque, il primo tour statunitense dei The Damned nel 1977 trova consenso tra il pubblico per i tempi molto veloci, creando una sensibilità tra i fan e i musicisti che ispirerà la prima ondata dell'hardcore della costa occidentale.
Alcuni gruppi della California meridionale negli anni settanta pubblicano musiche che hanno molte corrispondenze con quello che sarebbe poi stato conosciuto come hardcore. Tra questi lavori si trovano l'EP dei Middle Class del 1978 Out of Vogue. Maggiormente influente è l'LP del 1979 dei The Germs (GI); essenzialmente un lavoro hardcore, non solo per la ritmica accelerata ma anche per i veloci cambi di accordi. Anch'essi di Orange County, i T.S.O.L., formati nel 1978, ottengono una certa fama grazie al loro suono punk rock melodico ma aggressivo. A Long Beach, un gruppo dal nome Rhino 39 con il loro singolo Xerox/No Compromise offrono uno dei primi esempi di hardcore punk. I The Bags di Los Angeles si caratterizzano per aver velocizzato le sonorità punk e sono considerati uno dei gruppi proto-hardcore.

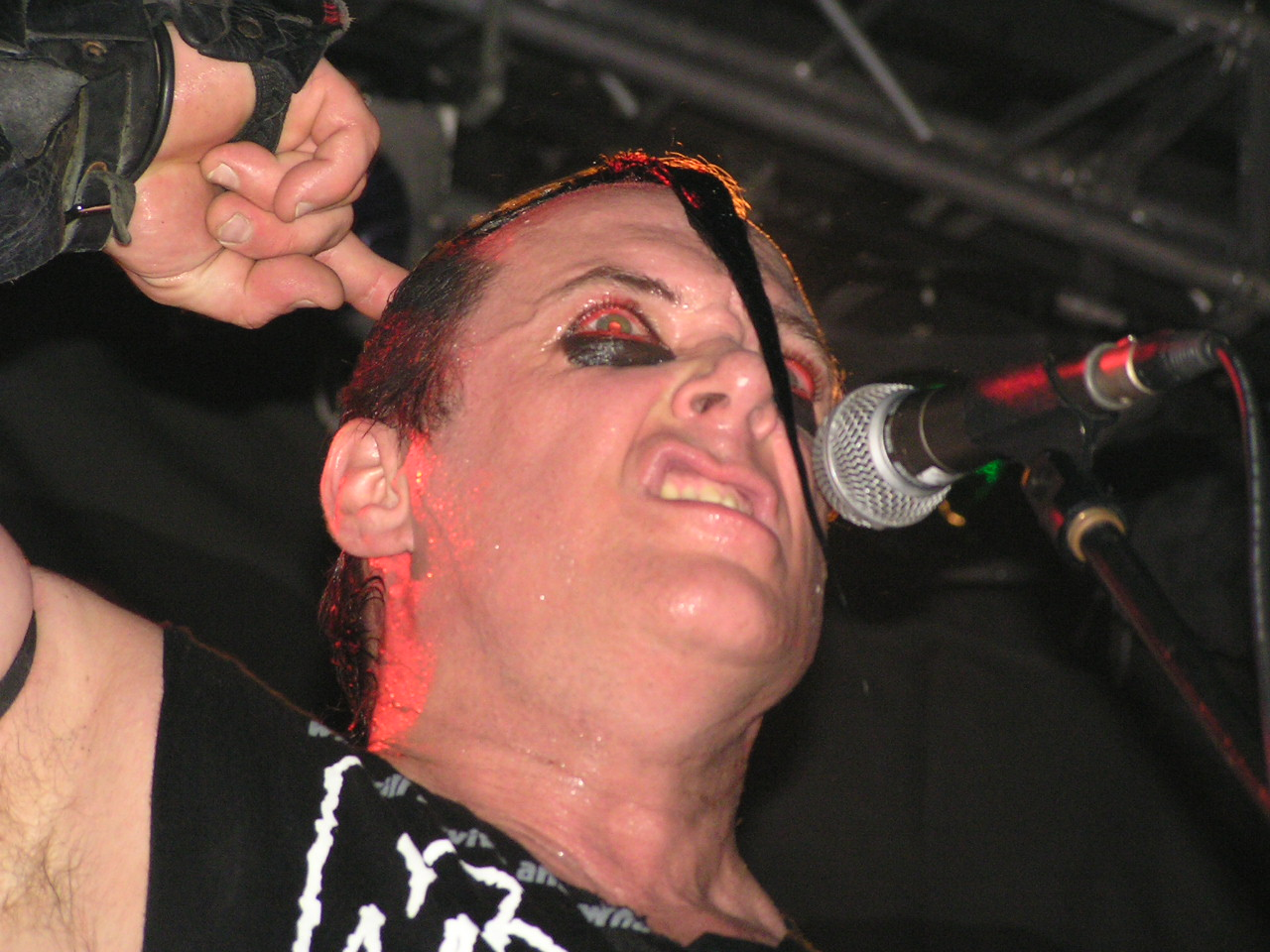
Jerry Only dei Misfits

Il primo album dei Circle Jerks, registrato alla fine del 1979 e pubblicato nel 1980, presenta alcune tracce con ritmi e cambiamenti di corda accelerati. I Misfits del New Jersey sono un gruppo inizialmente caratterizzato da uno stile settantasettino e coinvolto nella scena del locale newyorkese Max's Kansas City. La loro estetica da cinema horror diventa molto popolare tra i fan hardcore. Nel 1981 i Misfits integrano canzoni con ritmi assimilabili al thrash metal nelle loro sessioni. Gli Hüsker Dü si formano a Saint Paul, nel Minnesota, nel 1979 come gruppo post-punk/new wave, ma presto evolvono in una formazione punk veloce con un sound veloce e duro. Nel 1982 gli Hüsker Dü pubblicano il loro album dal vivo Land Speed Record, definito come una
(allmusic.com)
Nel 1985, la band diviene una dei primi gruppi alternative rock. Nel 1982 i Bad Religion pubblicano How Could Hell Be Any Worse?, considerato un caposaldo dell'hardcore che consente loro di diventare uno dei gruppi più prolifici della scena dell'inizio degli anni ottanta.

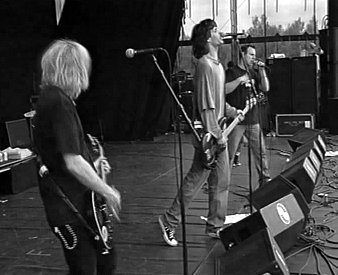
I Bad Religion nel 1995

A partire dal 1981, molti altri gruppi hardcore incominciano a fare concerti e a pubblicare demo, tra i quali i 7 Seconds di Reno in Nevada, formati nel 1979; i Neos di Victoria, Columbia Britannica; i Negative Approach di Detroit; i The Meatmen di Lansing, Michigan; i Necros di Maumee, Ohio; i The Effigies e i Naked Raygun di Chicago; gli SS Decontrol, i DYS, i Negative FX, i Jerry's Kids e i Gang Green di Boston; i Zeroption di Toronto; i Big Boys, gli MDC e i The Dicks di Austin, Texas; i Sadistic Exploits di Filadelfia e gli Adrenalin O.D. del New Jersey. I Beastie Boys, maggiormente noti per la loro successiva musica hip hop, sono uno dei primi gruppi hardcore di New York a essere pubblicati. I Negative FX, uno dei gruppi hardcore più popolari di Boston, non pubblicano nulla finché uniti nel gruppo. Diventano conosciuti al di fuori della loro zona solamente dopo la pubblicazione di un album postumo nel 1984. Tra le pubblicazioni dell'epoca si trovano il primo LP degli Angry Samoans, l'LP split dei Big Boys e dei The Dicks Live at Raul's Club, la compilation della zona di Boston This Is Boston, Not L.A., gli EP 7" dei Minor Threat, l'EP dei JFA Blatant Localism, le compilation della zona di New York New York Thrash e The Big Apple Rotten to the Core, l'EP eponimo dei Negative Approach e la raccolta della zona di Washington Flex Your Head.

### Prime attenzioni mediatiche e critiche

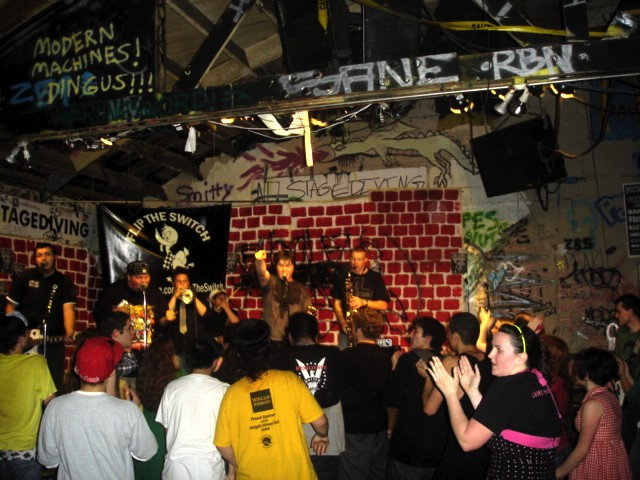
Concerto al 924 Gilman Street, famoso locale di musica hardcore punk a Berkeley

Uno spettacolo radiofonico molto influente di Los Angeles è Rodney on the ROQ, che comincia a essere trasmesso dalla stazione commerciale KROQ nel 1976. Il DJ Rodney Bingenheimer trasmette molti stili musicali e aiuta a popolarizzare quello che viene chiamato Beach Punk, uno stile chiassoso delle periferie suonato da molte formazioni dell'area di Huntington Beach e della conservatrice Orange County. Supporto dalla radio nel New Jersey viene da from Pat Duncan, che ospita gruppi punk e hardcore dal vivo settimanalmente su WFMU a partire dal 1979. A New York, Tim Sommer conduce Noise the Show su WNYU.
Le radio collegiali sono il maggiore mezzo di diffusione per la maggior parte dei gruppi hardcore del nordamerica. La stazione radiofonica pubblica di Berkeley KPFA ha nella programmazione lo spettacolo Maximumrocknroll con i DJ Tim Yohannon e Jeff Bale, i quali trasmettevano nuovi gruppi della California settentrionale. Alcuni fanzine, tra i quali Flipside, Slash e Maximumrocknroll, aiutano anch'essi il nuovo stile punk. Alcune stazioni di college doverono affrontare azioni intraprese presso la Federal Communications Commission a causa dei testi considerati indecenti trasmessi nelle canzoni hardcore.
I concerti della prima scena hardcore divengono sempre maggiormente luoghi di violente battaglie tra polizia e spettatori, in particolar modo a Los Angeles. Violenze nei concerti hardcore vengono trasmesse nei popolari telefilm CHiPs e Quincy, nei quali i punk hardcore losangelini vengono dipinti come coinvolti in omicidi e lesioni.
L'attenzione verso queste violenze porta l'hardcore al centro delle attenzioni della destra religiosa e degli evangelici, che prendono di mira gruppi come Dead Kennedys e Circle Jerks. L'interesse mediatico porta però anche gruppi come i Fear al Saturday Night Live, grazie all'ex-conduttore John Belushi, e all'uscita di film incentrati sull'hardcore, a partire da The Decline of Western Civilization di Penelope Spheeris (1980), primo film sull'argomento, e Repo Man - Il recuperatore di Alex Cox (1984). Nello stesso anno Institutionalized dei Suicidal Tendencies è il primo video hardcore punk a essere incluso nella rotazione di MTV, seguito nello stesso anno da This Ain't No Picnic dei Minutemen.

### Inizi in Europa e nel resto del mondo

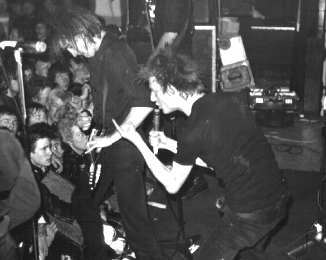
I Crass nel 1981 al Digbeth Civic Hall, Birmingham

I Paesi Bassi, la Finlandia, la Svezia e la Germania incominciano ad avere delle scene hardcore importanti. Comunque sia, nel Regno Unito, sono i gruppi UK 82 (detto anche UK Hardcore) come Exploited, Charged GBH, Picture Frame Seduction, Discharge e Anti-Nowhere League ad avere maggiore influenza, al pari dell'hardcore americano altrove. Queste formazioni britanniche presentano similarità nel suono con i corrispettivi d'oltre oceano, spesso includendo tempi e cambi di corda veloce, oltre ad avere spesso convergenze politiche e di sensibilità sociale. Ciononostante, in Gran Bretagna si sviluppano evoluzioni parallele, ispirate musicalmente a gruppi Oi! londinesi come gli Sham 69 e i proto-speed/thrash metal Motörhead.
I Discharge hanno una grande influenza nei primi gruppi hardcore svedesi, tra i quali gli Anti Cimex. Molti gruppi della regione hanno tuttora un'influenza dei Discharge e dei Motörhead. Gli Entombed hanno, parimenti, importanza per l'hardcore svedese a partire dagli anni novanta. I Discharge, inoltre, avranno grande influenza sui Metallica.
Allo stesso modo, gruppi anarcho punk come Crass, Icons of Filth, Flux of Pink Indians e Rudimentary Peni hanno ben poco in comune con l'hardcore americano se non per una filosofia politica che non ammette compromessi e un'estetica che vuole irritare. Ad avvicinare i due stili gruppi come i The Membranes, i quali nelle pubblicazioni del 1984 offrono un sound più rumoroso di quanto sia mai stato offerto dai gruppi americani. Molti gruppi statunitensi ascoltano formazioni punk britanniche, mentre altri mantengono un atteggiamento regionalista, deridendo i gruppi britannici come rockstar, nonché etichettandoli come non-autentici punk.
Parimenti, i gruppi statunitensi in visita nel Regno Unito, come i Black Flag e gli U.S. Chaos nel 1981-1982, incontrano atteggiamenti simili. Al contrario, formazioni dell'Europa continentale non incontrano pregiudizi negli Stati Uniti; gruppi come gli italiani Raw Power e i Negazione, o gli olandesi Balthasar Gerards Kommando, incontrarono una popolarità diffusa.
Nella scena più underground inglese si sviluppano nuove sonorità, ispirate a gruppi dell'Europa continentale, scandinavi, giapponesi e americani. Incomincia con gruppi come gli Asylum e i Plasmid, i cui suoni, sentiti solo in concerti dal vivo o in demo e compilation di metà degli anni ottanta, evolvono in band come gli Heresy, o Ripcord, i Napalm Death e gli Extreme Noise Terror.

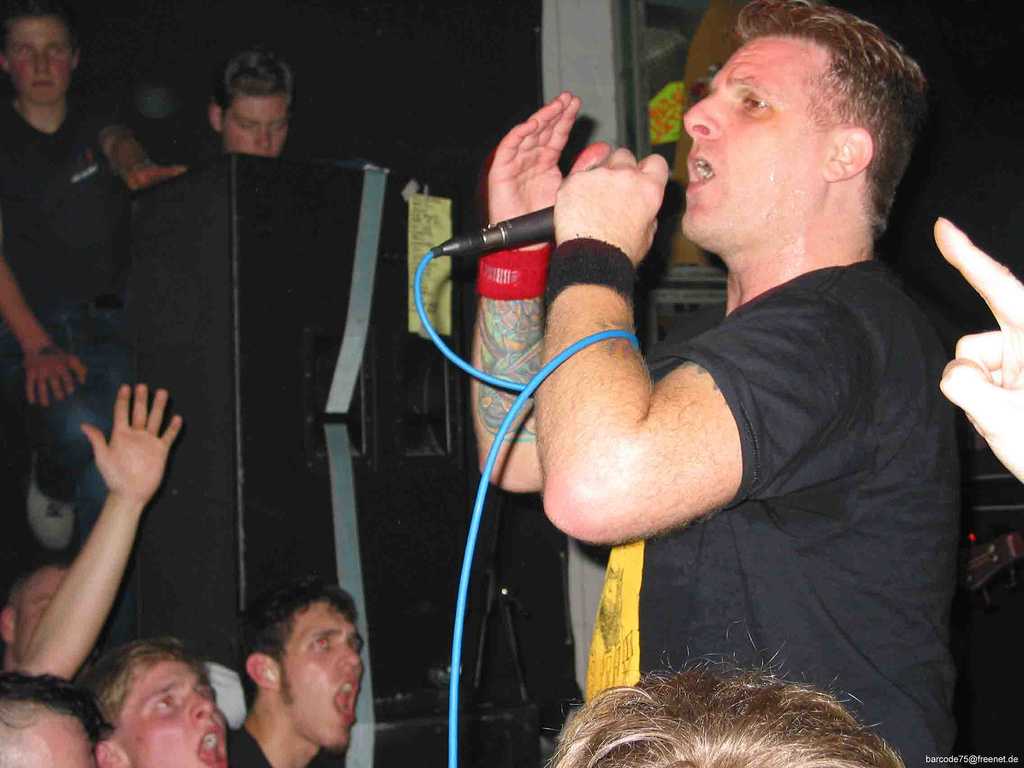
I 7 Seconds a Münster nel 2005

Alcuni dei gruppi più influenti dei tardi anni ottanta in Gran Bretagna sono i giapponesi GISM; i bostoniani Siege, i Septic Death dell'Idaho, i losangelini Cryptic Slaughter e gli svedesi Anti Cimex; similarmente anche gruppi heavy metal come Celtic Frost e Metallica. Alla fine dei quegli anni, comunque, le band britanniche incominciano a essere maggiormente influenzate da colleghi statunitensi come i Dead Kennedys, Black Flag e i primi gruppi di Washington, New York, Boston e della costa pacifica, tra i quali Minor Threat, DYS, Slapshot e 7 Seconds. Lo straight edge incomincia ad avere seguito nel Regno Unito, con l'emergere di gruppi che ne seguono la filosofia a Durham e Londra.
Molti gruppi del periodo adottano sonorità che possono essere definite come intermedie tra quelle statunitensi e britanniche. Nonostante gli artisti più influenti si siano evoluti parallelamente, come i Discharge e i Charged GBH, altri, come i The Stupids, gruppo britannico influenzato dall'hardcore statunitense, guadagnano una breve ma ampia risonanza nelle stazioni radiofoniche collegiali negli Stati Uniti.

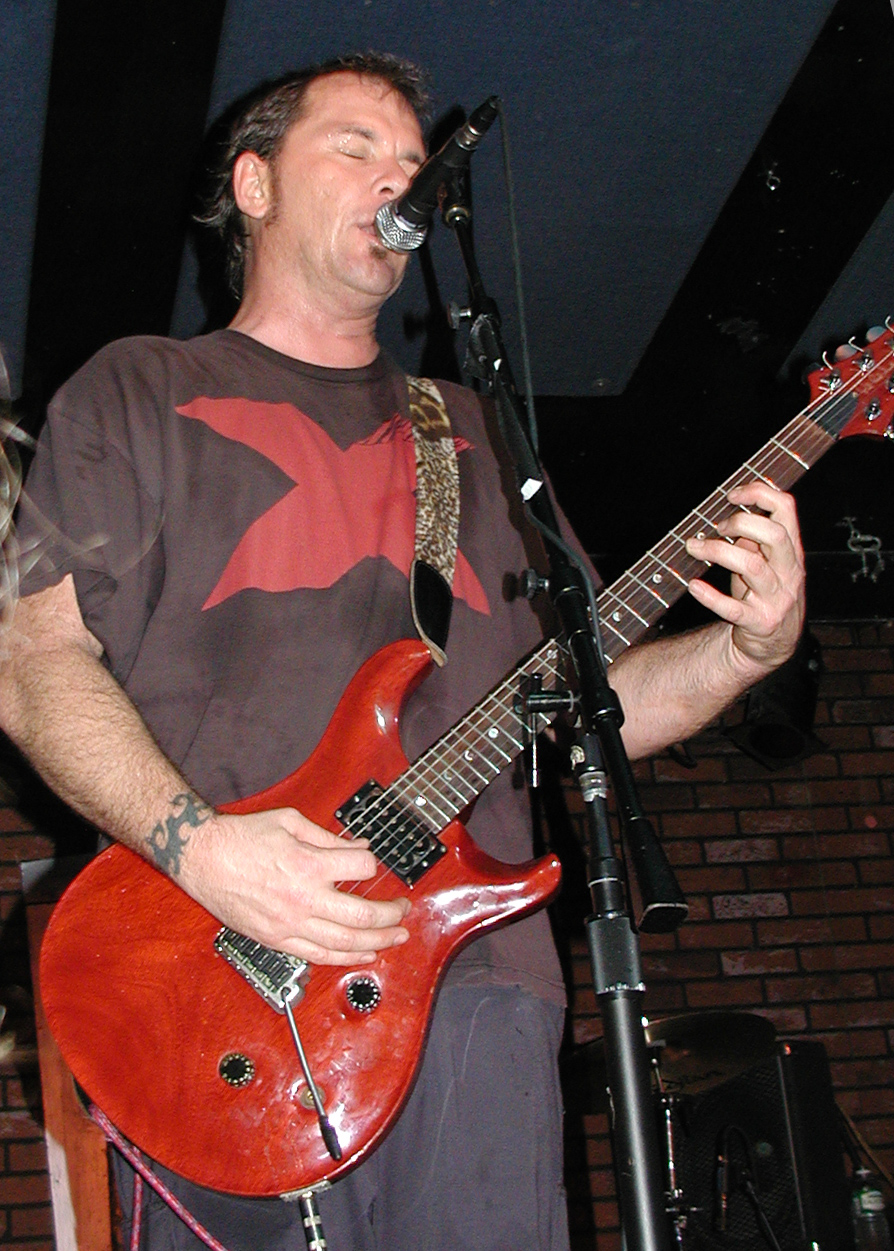
Ralph Spight dei Victim's Family

Tra i gruppi maggiori europei del periodo gli svedesi Homy Hogs, Mob 47, Anti Cimex e Disfear, gli spagnoli Sin Dios. Dopo la caduta della cortina di ferro nell'Europa orientale, incominciano a crearsi o ad avere maggiore notorietà molti gruppi hardcore, come gli sloveni Pankrti. L'hardcore alla fine degli anni ottanta incomincia a divenire popolare anche in Asia, con gruppi come i giapponesi Disclose.

### Fine anni ottanta
Alla fine degli anni ottanta, gruppi come i NoMeansNo e i Victims Family creano un nuovo stile musicale prendendo gli elementi aggressivi dell'hardcore e influenze di generi come il rock psichedelico, il rock progressivo, il noise, il jazz o il math rock, sviluppo talvolta chiamato jazzcore. Questo sentiero è seguito alla fine degli anni novanta da Mr. Bungle, Candiria, Deep Turtle e Ruins. Il noisecore suonato dai Melt-Banana può aver invece avuto un'evoluzione separata. Altri gruppi influenzati dall'hardcore includono i Naked City, formati dal sassofonista John Zorn, e i Neurosis, i quali esordiscono come gruppo hardcore prima di esplorare tempi più lenti e ambientazioni dark. Molte formazioni incominciano a incorporare nei testi aspetti emozionali e personali nella propria musica, influenzati dalla scena di Washington e della Dischord Records, che sarebbe poi evoluto nell'emo di fine anni novanta. I Nation of Ulysses sono uno dei gruppi più influenti di Washington, combinando chitarre distorte, similarmente ai Black Flag, con elementi di jazz e un'ideologia quasi assurdista o situazionista. Le loro sonorità influenzaranno la successiva scena hardcore di San Diego e di Chula Vista.

### Anni novanta

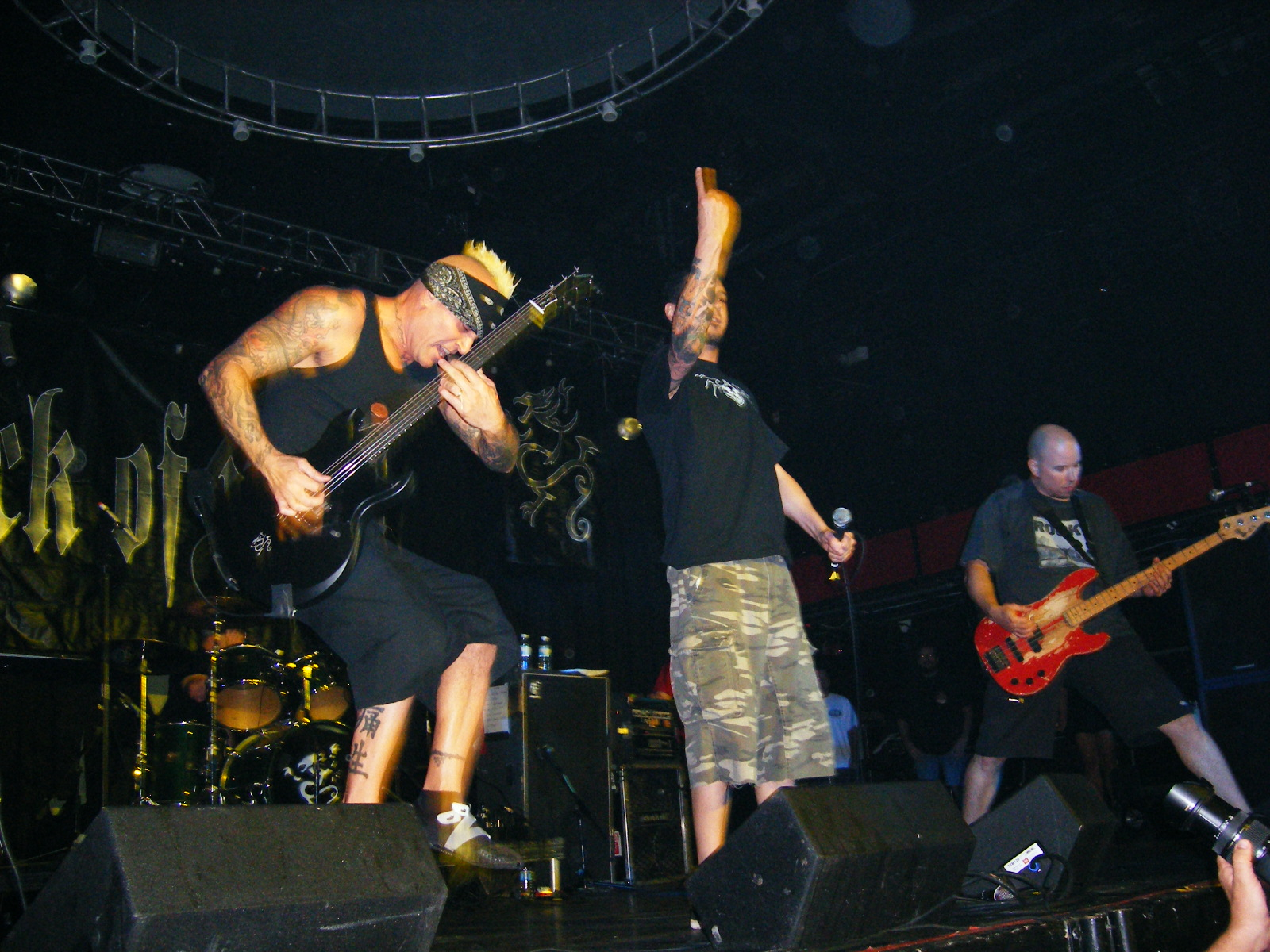
I Sick of It All

Alla fine degli anni ottanta, l'hardcore si differenzia in due ondate: una tradizionalmente punk rock e una che evolve in suoni più duri, lenti e intensi, confusa da taluni con le influenze heavy metal. La prima ondata prende molto dallo stile delle formazioni hardcore originali, mentre la seconda, applicando un sound più metallico, talvolta etichettato come metalcore, tende a essere più pesante e maggiormente tecnico. Il secondo album dei Sick of It All, Just Look Around, album rivoluzionario per questo aspetto, esce nel 1991. L'intensità, la potenza e i ritmi più lenti, seppur pesanti, sono un punto di svolta rispetto al loro album di esordio, Blood, Sweat and No Tears, più veloce e più tradizionale.
I Biohazard, i Judge, gli Integrity e gli Hogan's Heroes sono tra i primi gruppi a portare questi suoni nell'hardcore, con una fusione di voci gravi e rauche, talvolta gutturali come nel death metal, chitarre distorte e batterie insistenti ispirate ai primi gruppi hardcore e, allo stesso tempo, intermezzi con suoni in staccato, conosciuti come breakdown (sospensioni). Nel metalcore sono presenti inoltre elementi thrash metal e melodic death metal. In alcuni gruppi, come i Biohazard e i Candiria, sono presenti anche influenze dell'hip hop, e la loro musica è talvolta definita rapcore. Altri gruppi importanti del periodo, come i californiani Inside Out o i Burn da New York, presentano elementi classici hardcore con ritmi progressivi. Nel 1998 il gruppo thrash metal Sepultura pubblica il suo primo album hardcore punk, Against.
La Ebullition Records, fondata nel 1990 da Kent McClard a Santa Barbara, pubblica spesso album di gruppi che criticano la politica americana e il sistema economico, dando sempre meno attenzione alle questioni personali. L'etica anarchica entra nei lavori di molti gruppi hardcore, tra i quali gli Aus-Rotten, popolari anche nella scena crust punk. Nella costa orientale degli Stati Uniti, gruppi come i Rorshach e i Born Against sviluppano tematiche di sinistra, spesso marxista. I Refused ottengono il successo internazionale dopo tour per vari anni con i loro tre album. Pubblicano l'ultimo The Shape of Punk to Come per poi dividersi in una tournée negli Stati Uniti, a causa dell'incopatibilità della loro visione anarchica con la carriera musicale.
In questo stesso periodo i Vision of Disorder, con il loro EP di esordio Still introducono il cantato melodico nelle canzoni hardcore, tendenza poi diffusasi globalmente.

## Sottogeneri dell'hardcore punk

### Crust punk

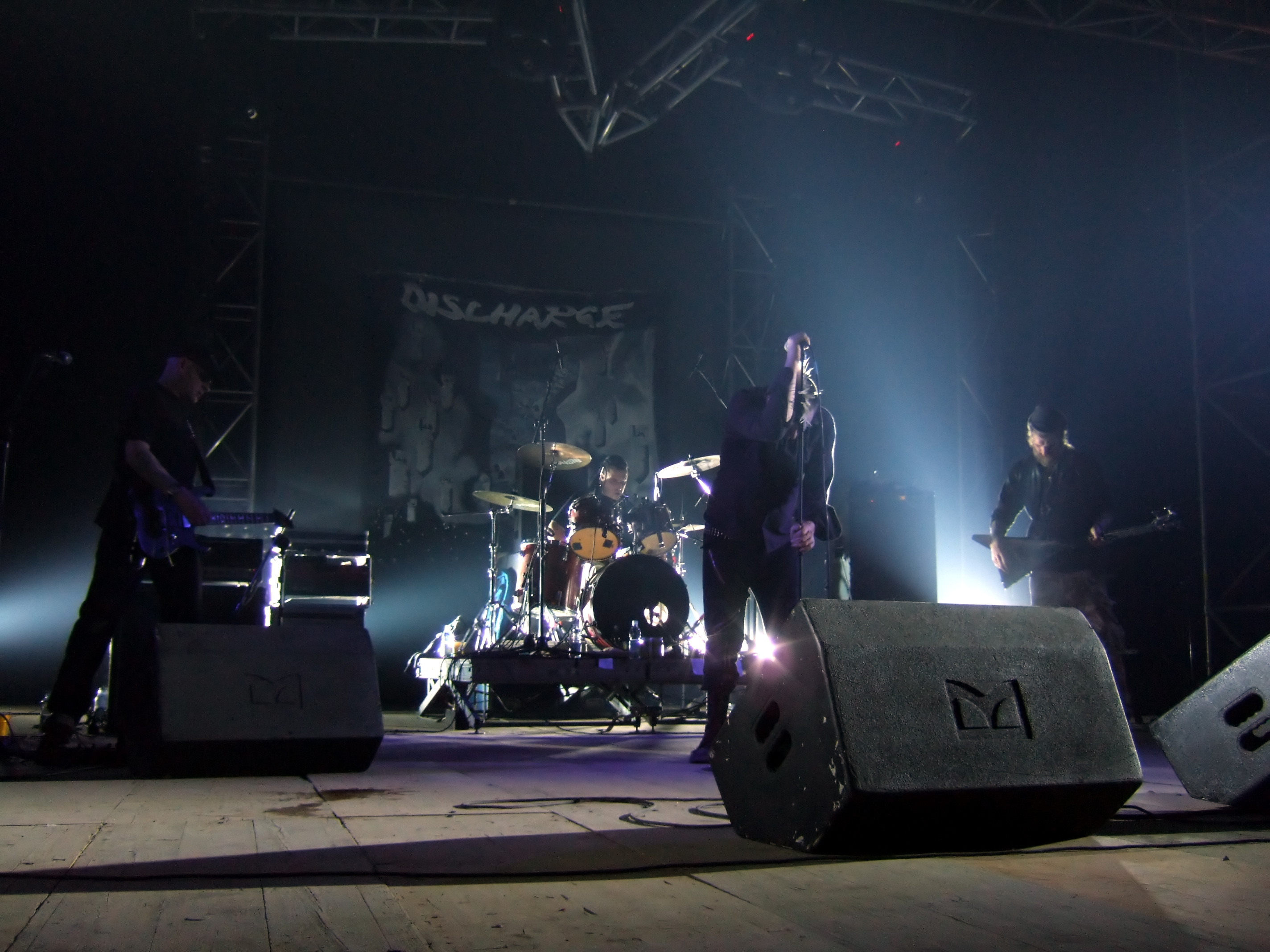
I Discharge

Il crust punk è un tipo di hardcore molto più caotico di origine britannica, con voce growl e attitudine anarcho punk spesso con influenze derivanti dal metal estremo. Il ritmo è talvolta molto veloce, chitarre molto distorte, con voce gutturale o urlata, e quindi tendente al grindcore. Una seconda ondata, invece, prevede ritmi più lenti, con una struttura ripetitiva e prolungata. Quest'ultima ondata è talvolta denominata stenchcore. Tra i maggiori gruppi del crust punk, talvolta denominati crusters, i più importanti sono gli Amebix, talvolta ritenuti "padri" del crust punk con il loro album Arise! del 1985, oltre a Doom, Discharge, Disrupt, Anti System, Dropdead, Aus-Rotten, Hellbastard o Heresy.

### D-beat

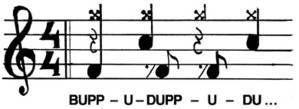
Esempio di ritmo D-beat

È uno stile di hardcore di origine britannica con un ritmo di batteria particolare. Sviluppatosi soprattutto nel Regno Unito e in Svezia, nasce dalla corrente musicale UK 82 e il suo nome deriva dai Discharge, capostipiti del movimento, poiché l'invenzione di questo stile viene attribuita al loro batterista Terry Roberts. Il genere è particolarmente diffuso nel resto della Scandinavia, in Giappone e in Brasile. Tra i maggiori gruppi, i Disfear, i Poison Idea, i Ratos de Porão e i Wolfbrigade.

### Emo
Genere nato attorno alla scena di Washington grazie alle influenze fondamentali degli Hüsker Dü e del loro album Zen Arcade, pubblicato nel 1984, nonché a quelle dei Naked Raygun, di cui si ricorda a tal proposito l'album Throb Throb, l'emo si caratterizza per sonorità maggiormente melodiche, oltre che per la grande attenzione a testi e tecnica. Incominciato come genere da gruppi come Rites of Spring ed Embrace, negli anni novanta si evolve con i Fugazi. Con l'inizio degli anni 2000 l'emo diventa più di facile ascolto e si accosta sia al pop punk sia all'indie.

### Grindcore
Genere di hardcore molto violento, è spesso confuso con il death metal per le sue somiglianze con esso. Le sue caratteristiche sono una velocità spinta all'inverosimile, sonorità martellanti e cantato growl; può perciò risultare simile al crust punk. È generalmente incluso nell'hardcore punk come suo ramo estremo, sebbene altri critici ritengano che faccia parte dell'heavy metal, ispirato in particolare dal thrash e dal death metal, o dal death metal con tempi punk. I maggiori esponenti nonché fondatori del genere sono considerati i Napalm Death.

### Horror punk

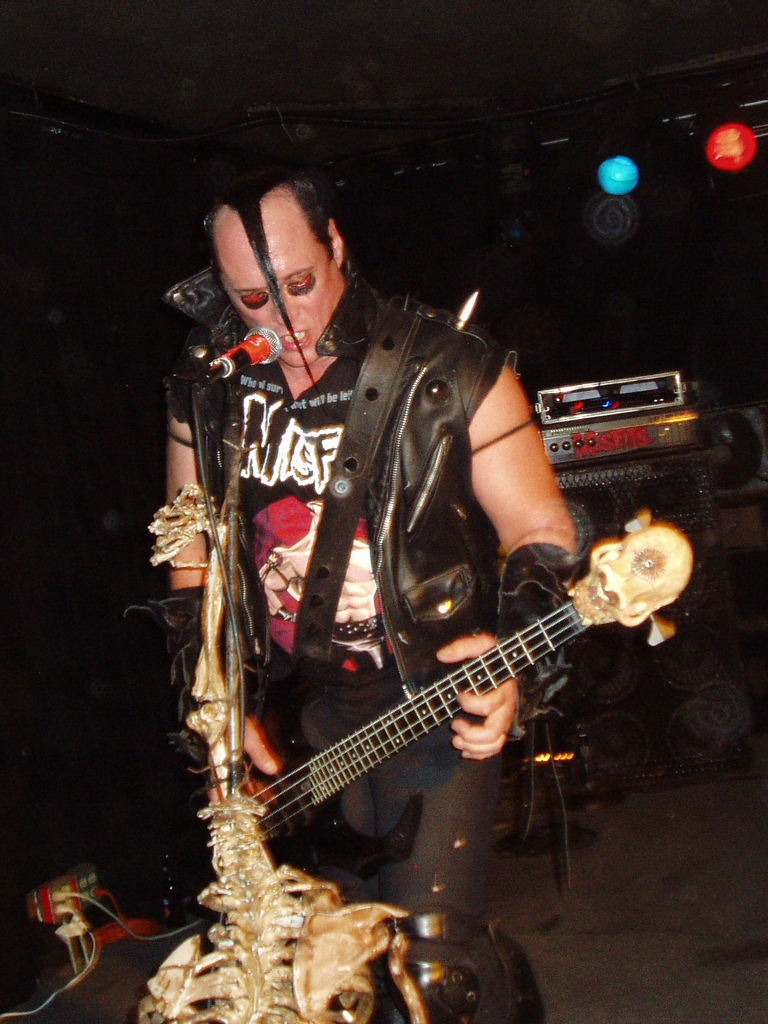
Jerry Only dei Misfits

Uno stile di punk rock con temi horror che può ondeggiare dal classico punk rock all'hardcore punk. In alcuni casi può avere contaminazioni thrash metal oltre a includere elementi gothic rock o post-punk. Particolarmente influenzati dai B-movie, i capostipiti del genere sono considerati i Misfits, i quali hanno aperto la strada ad altri gruppi come 45 Grave, Calabrese, Balzac, Osaka Popstar e Wednesday 13. L'abbigliamento, le scenografie e i testi riprendono temi tipici del cinema horror.

### Melodic hardcore punk

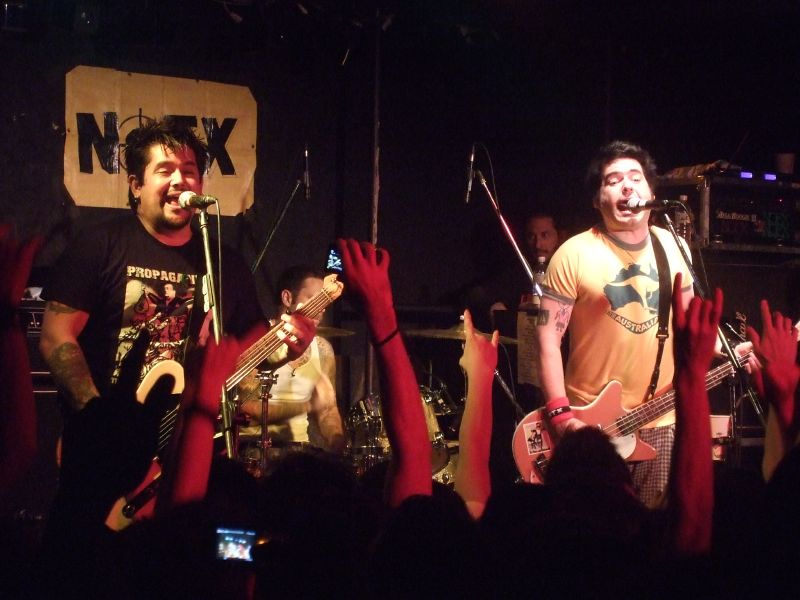
I NOFX, con El Hefe a sinistra e Fat Mike a destra

Una versione melodica dell'hardcore punk, in stile tipicamente americano. Questa variante cominciò a svilupparsi a partire dallo skate punk e dal pop punk negli anni ottanta e primi anni novanta inizialmente in California, ed è uno dei generi più popolari e commerciali del punk rock. Tra i primi gruppi si trovano i Bad Religion e gli Adolescents, seguiti nella seconda metà degli anni ottanta da The Offspring, Good Riddance, Gorilla Biscuits, Pennywise, Rancid e NOFX e oggi seguito da molte formazioni, particolarmente sotto contratto con la Epitaph Records o la Fat Wreck Chords, fondate rispettivamente da Brett Gurewitz dei Bad Religion e Fat Mike dei NOFX. Altri gruppi, come Sum 41, Blink-182, Green Day e Rise Against, sono sotto contratto con delle major discografiche.

### Metalcore

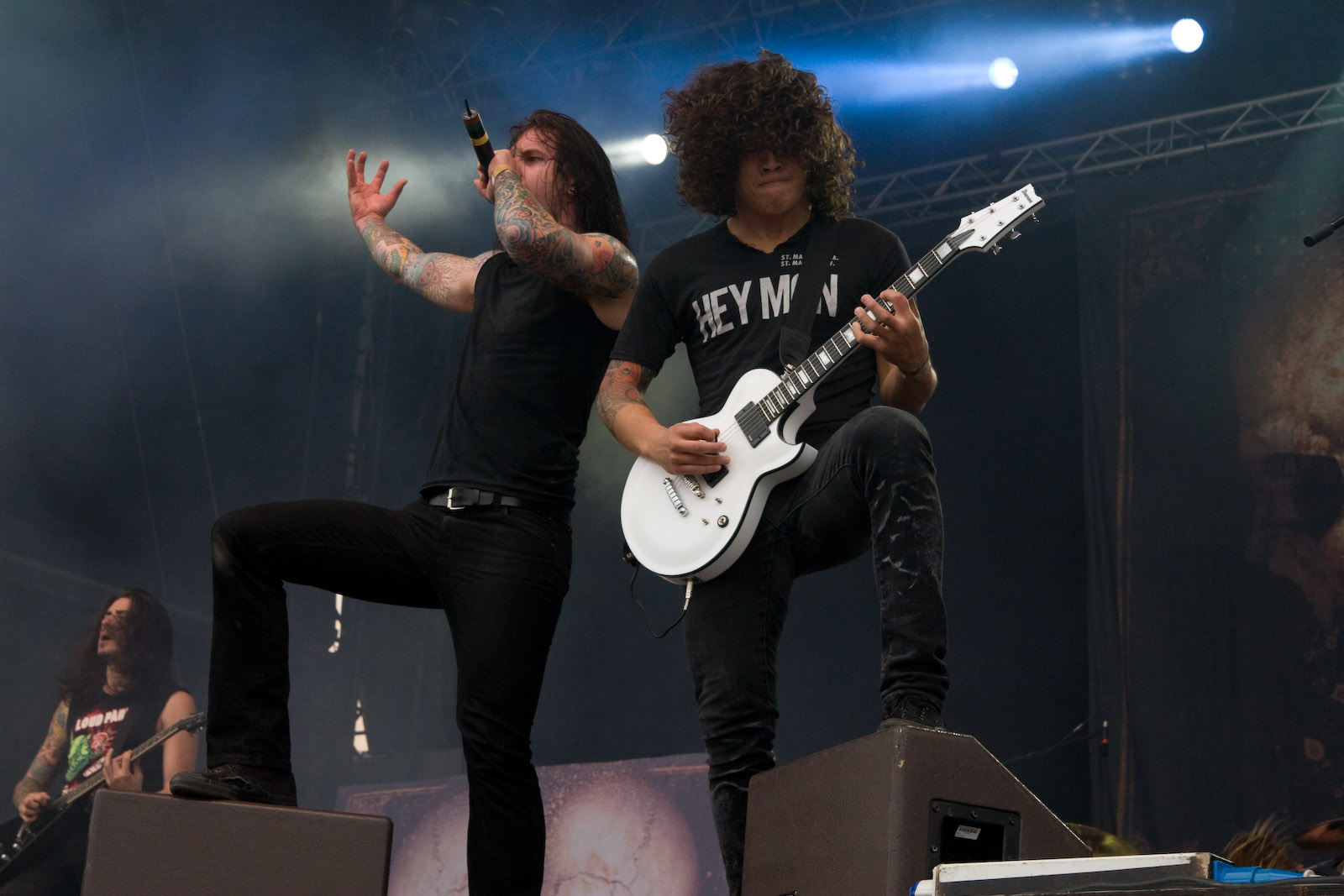
Gli As I Lay Dying

Un ibrido fra hardcore punk americano di origine East Coast (quindi per la maggior parte New York hardcore), e heavy metal, in particolare thrash metal, death metal e melodic death metal. Questo stile origina verso i fine anni ottanta in località attorno a New York nell'ondata dell'heavy metal detta New Wave of American Heavy Metal, con band come gli Integrity, i Biohazard e i Madball. Attualmente il genere è molto diffuso, grazie a formazioni come Hatebreed, Caliban, Demon Hunter, Bleeding Through, Fall to Grace, Inner Surge, As I Lay Dying, Parkway Drive, All That Remains e Unearth.

### Post-hardcore

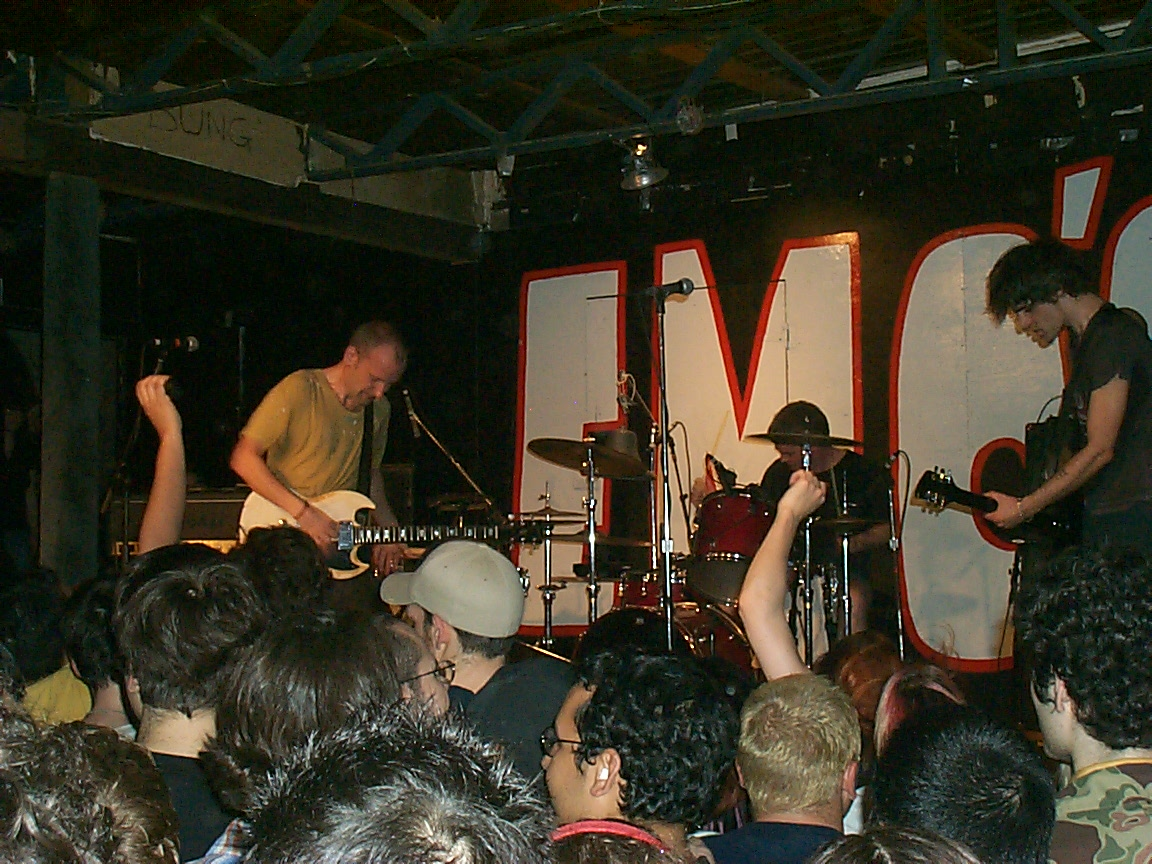
I Fugazi

Una variante dell'hardcore sperimentale sviluppata negli Stati Uniti soprattutto nell'area di Washington nei tardi anni ottanta. Influenzato da gruppi post-punk britannici dei tardi anni settanta e dei primi anni ottanta, come Gang of Four, Public Image Ltd., Joy Division e Wire, il genere ha tra le formazioni più influenti i Quicksand, i Rites of Spring e i Fugazi. Dalla sua evoluzione prenderanno il via altri generi come l'emo e screamo.

### Power violence
Un ibrido dell'hardcore con influenze grindcore, origina nei primi anni novanta. Caratteristiche principali del genere sono la brevità delle canzoni, ritmi molto accelerati e l'utilizzo del blast beat. Introdotto dai pionieri Man Is the Bastard e da gruppi tra i quali Infest e No Comment, si è poi sviluppato con Crossed Out e gli stessi No Comment.

### Punk metal

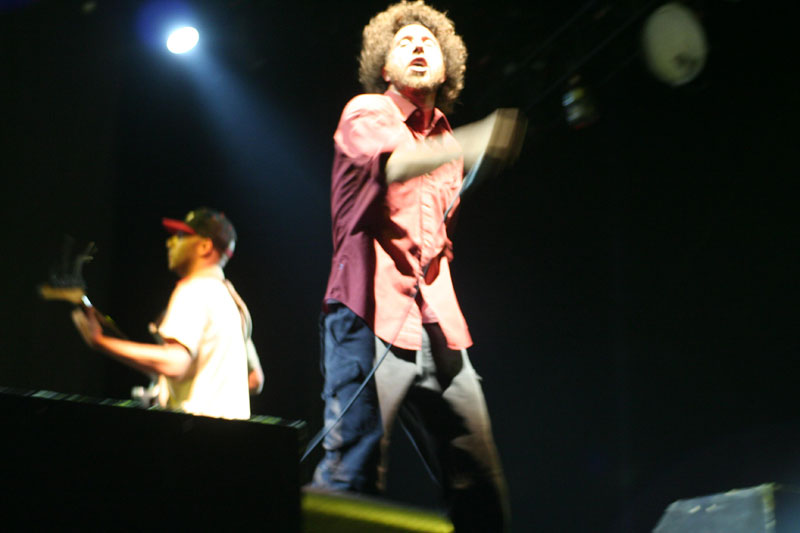
Zack de la Rocha e Tom Morello dei Rage Against the Machine

Chiamato anche crossover, è il primo ibrido fra hardcore punk e thrash e speed metal. Questo genere origina sia negli Stati Uniti sia nel Regno Unito nella prima metà degli anni ottanta, grazie all'influenza di Black Flag, T.S.O.L., Dead Kennedys, Misfits e Minor Threat, e gruppi thrash come Slayer e Metallica. Tra i gruppi di questo genere, Dirty Rotten Imbeciles, Suicidal Tendencies, Corrosion of Conformity, Stormtroopers of Death e Agnostic Front.

### Rapcore
È un genere, appartenente al crossover rock, che combina le tecniche vocali dell'hip hop con hard rock, heavy metal e punk rock. Con le basi gettate da esperimenti di gruppi hip hop come Run DMC, Public Enemy e Beastie Boys e, in ambito rock, Red Hot Chili Peppers, Faith No More, Suicidal Tendencies, downset., Biohazard, Anthrax, il genere ottiene il successo grazie agli olandesi Urban Dance Squad e i californiani Rage Against the Machine all'inizio degli anni novanta.

### Ska punk

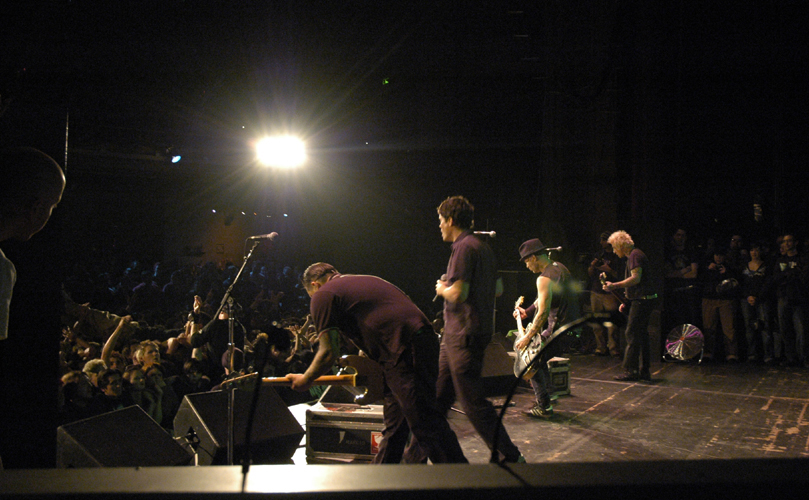
Gli Operation Ivy assieme ai Rancid

È un genere musicale ibrido che ha preso come ispirazione il movimento 2 tone ska di fine anni settanta e inizio degli anni ottanta, fondendolo con la velocità e l'aggressività del punk rock e dell'hardcore punk. A partire dagli anni novanta, il genere sviluppa, all'interno dell'ondata denominata Third wave of ska, maggiori influenze hardcore, grazie a gruppi come The Mighty Mighty Bosstones, Operation Ivy, The Suicide Machines e Voodoo Glow Skulls, talvolta etichettati come "skacore".

### Skate punk

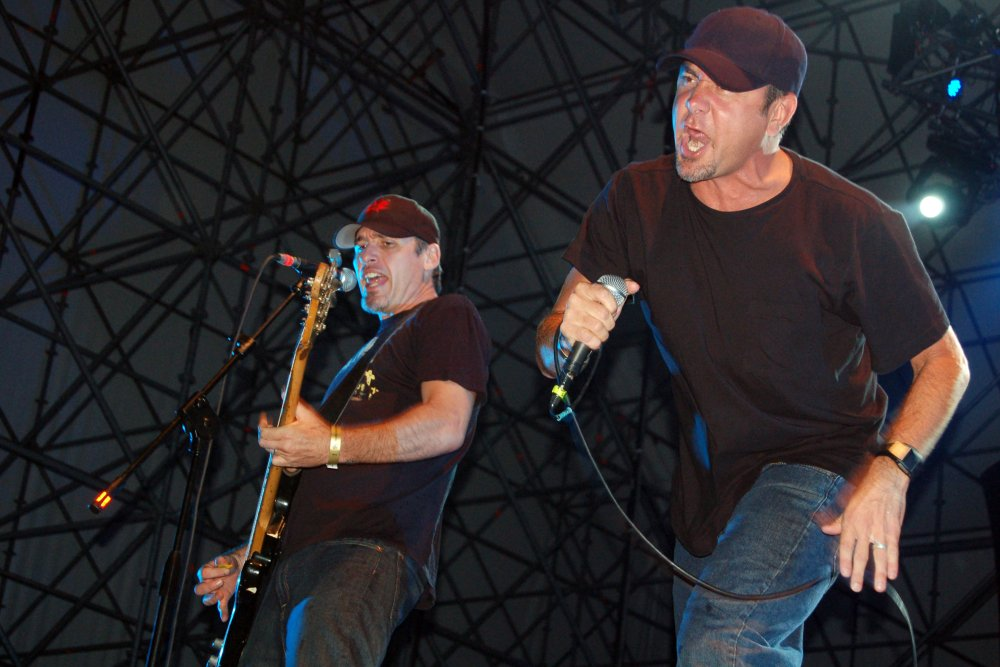
I Pennywise al Rock in Idro all'Idroscalo di Milano

Inizialmente un genere di hardcore in stile statunitense, originato nei primi anni ottanta, soprattutto in California e diffuso nella scena skate e snowboard. Caratterizzato da tempi più veloci e chitarre più distorte, alcuni gruppi includevano elementi heavy metal, in particolare thrash e speed metal, o punk metal e funk metal, con gruppi come ad esempio i Suicidal Tendencies. Introdotta da formazioni come i JFA e Big Boys, il genere è seguito da gruppi con tematiche anticonformistiche e antiautoritarie come Dr. Know, Agression, Scared Straight, Ill Repute, T.S.O.L., Gang Green, Adolescents e NOFX. Attualmente può essere inteso anche come melodic hardcore punk in stile californiano, e spesso con influenze pop punk, distaccandosi sempre più dallo skate punk originale. Questa ondata ha il suo apice negli anni novanta grazie a band come No Use for a Name, Descendents, Lagwagon, The Suicide Machines, Pennywise, Face to Face, Millencolin, Offspring e Bouncing Souls. Particolarmente importante per lo sviluppo dell'ondata revival è il Warped Tour, tour organizzato annualmente dalla Vans con molte formazioni skate punk tra gli ospiti.

### Street punk

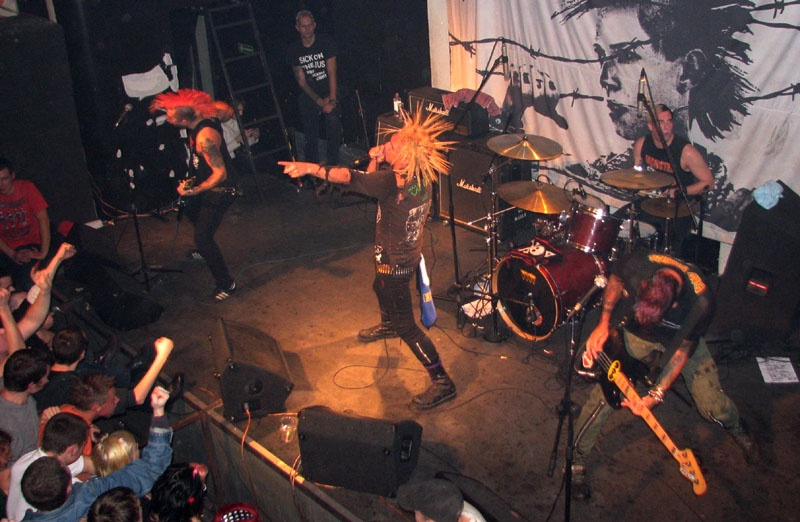
The Casualties in concerto

È uno stile di punk rock, in stile britannico. Esso però può comprendere gruppi che vanno generalmente dal punk rock, all'hardcore punk, particolarmente di origine britannica, o all'Oi!, movimento legato alla cultura skinhead. I gruppi street punk sono spesso in contrasto per motivi politici con gli appartenenti all'anarcho punk. Tra i gruppi street punk, Anti-Pasti, Devotchkas, Lars Frederiksen and the Bastards, Oxymoron, Rancid, U.S. Chaos e U.S. Bombs mantengono un suono puramente street punk, mentre Bad Reaction, The Casualties, Cheap Sex e Lower Class Brats hanno maggiori influenze hardcore.

### Surf punk

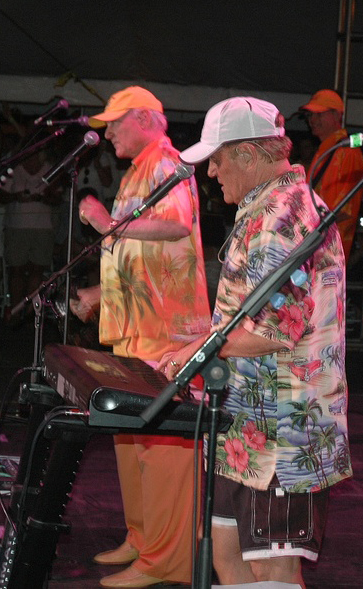
I Beach Boys

Contaminazione dell'hardcore melodico di stampo californiano col surf rock nello stile dei The Beach Boys, spesso confuso col pop punk. Emerge verso la fine degli anni ottanta e i novanta, tentando di ripercorrere le sonorità del surf degli anni sessanta, ispirandosi contemporaneamente anche alle sonorità più moderne del punk rock e garage rock revival. Tra i principali esponenti troviamo Man or Astro-man?, Shadowy Men on a Shadowy Planet, Laika & The Cosmonauts, e The Mermen.

### Taqwacore
Taqwacore è un sottogenere tematico relativo all'hardcore punk, che introduce temi trattanti la religione islamica. Questa corrente emerse in seguito all'uscita del romanzo scritto da Michael Muhammad Knight dal titolo The Taqwacores (diffuso in Italia sotto il nome di Islampunk), pubblicato nel 2003.
Il nome è un composto aplologico tra le parole hardcore (tratto da hardcore punk) e la parola araba Taqwa, che nella cultura araba appunto significherebbe fare quello che Allah ha comandato, ed evitare quello che ha proibito. 
Le prime band ad autodefinirsi come taqwacore furono i The Kominas, gli 8-bit e Vote Hezbollah[3]. Altre band che caratterizzano la scena sono Diacritical e Secret Trial Five.

### Thrashcore
Una versione dell'hardcore ulteriormente velocizzata, originatasi negli Stati Uniti nei primi anni ottanta. Si differenzia dal grindcore per il suono, molto veloce, non sempre distorto e non necessariamente cantato in growl/scream. Il genere porta atteggiamenti anarcho punk e DIY come una parte della scena hardcore e grindcore. Tra i maggiori gruppi troviamo: Dirty Rotten Imbeciles, The Accüsed, Ratos de Porão, S.O.B, Electro Hippies, Septic Death e, nella scena italiana, band come Randagi e Raw Power.

## Influenza in altri generi

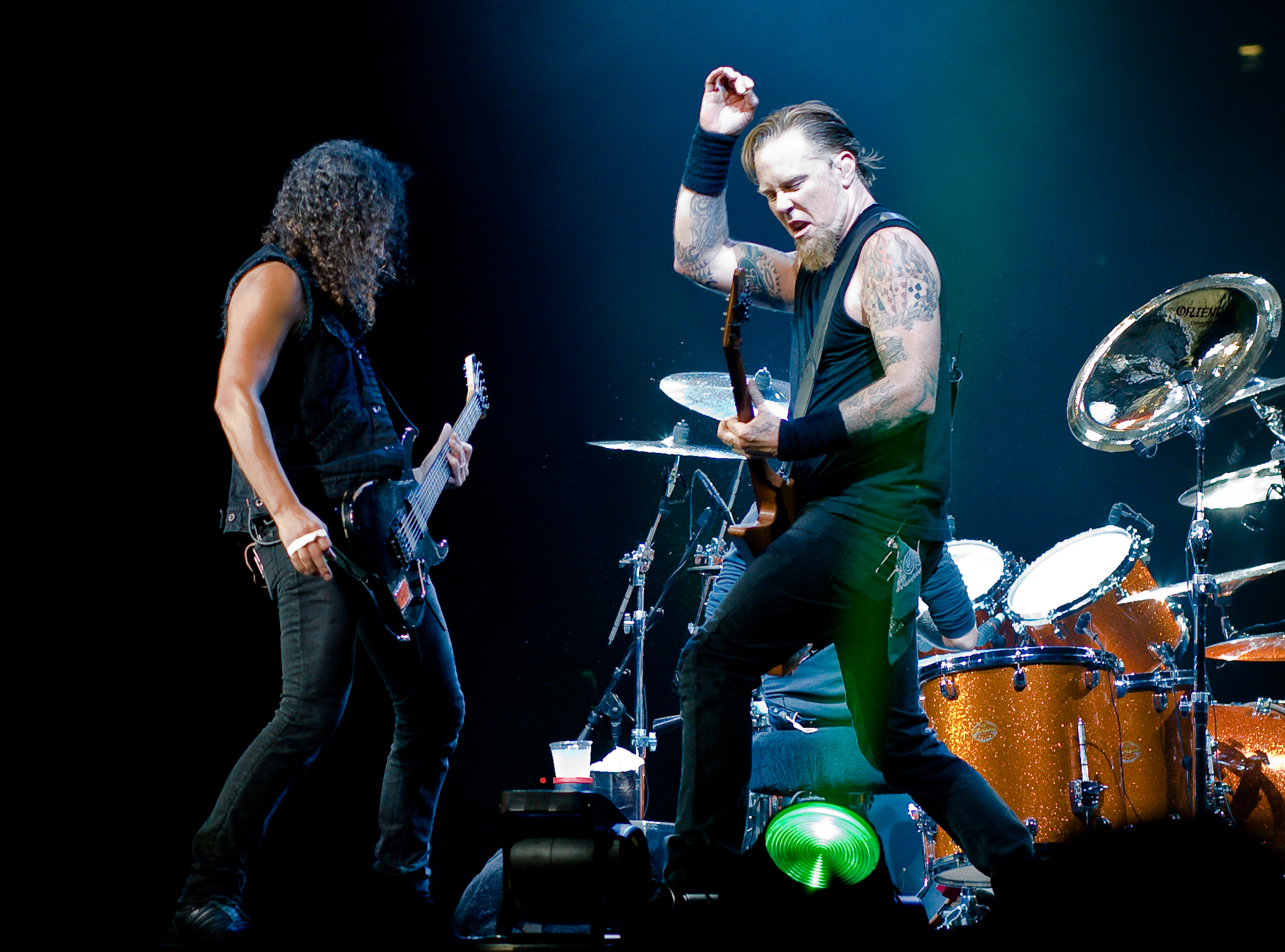
I Metallica in concerto a Londra nel 2008

I gruppi di San Francisco Metallica e Slayer incorporano la struttura compositiva e la tecnica dell'heavy metal con la velocità e l'aggressività dell'hardcore. Il nuovo genere di fusione diventa conosciuto come speed metal e, successivamente, thrash metal. Tra gli altri gruppi del genere, i Megadeth e gli Anthrax. Gli Slayer sono anche conosciuti per le loro radici hardcore punk, oltre ad aver pubblicato un album di cover hardcore, dal titolo Undisputed Attitude.
Nel 1985, gli Stormtroopers of Death di New York, un progetto parallelo degli Anthrax, pubblicano l'album Speak English or Die. Nonostante presenti somiglianze con il thrash metal, con sonorità di basso del metal, tempi veloci e rapidi cambi di corda, il disco si distingue dal thrash metal per l'assenza di assoli di chitarra e per l'abbondanza di interruzioni di chitarra stridenti, una tecnica New York hardcore, conosciuti come parti per il mosh. Altri gruppi, come i Suicidal Tendencies e i Dirty Rotten Imbeciles, evolvono dall'hardcore a uno stile maggiormente metal, successivamente conosciuto come crossover thrash.
Alcune formazioni hardcore incominciano a sperimentare nuovi stili con il progredire della carriera, divenendo conosciuti come alternative rock. Gruppi come Minutemen, Meat Puppets, Hüsker Dü e The Replacements cominciano dall'hardcore ma successivamente si allontanano dallo stile più violento e veloce. Il critico Joe S. Harrington ritiene che gli ultimi due
(Joe S. Harrington)

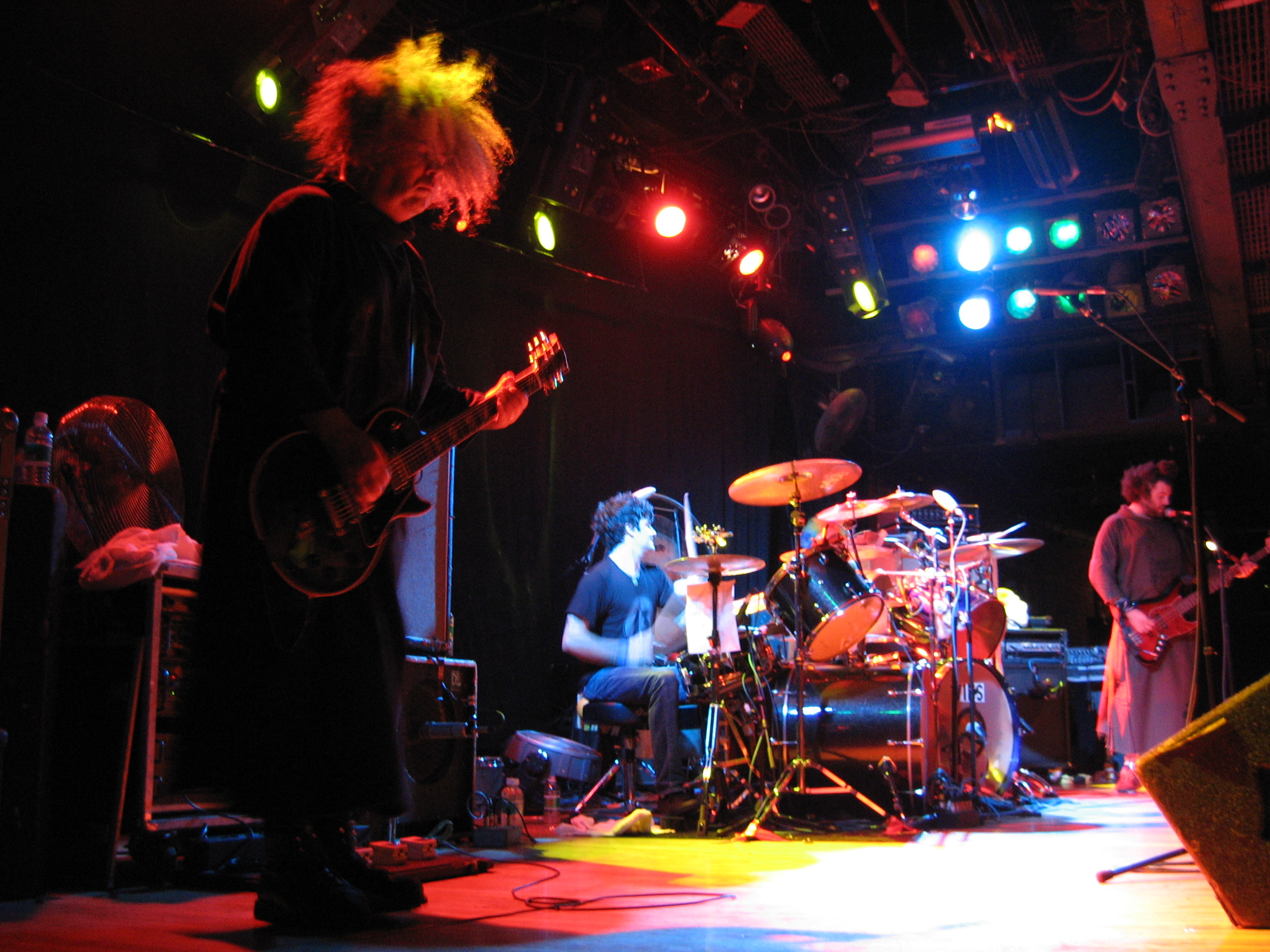
I Melvins

A metà degli anni ottanta, gruppi dello stato di Washington come i Melvins e i Green River sviluppano un "suono aggressivo che mescolava i tempi più lenti dell'heavy metal con l'intensità dell'hardcore", creando un suono che sarebbe stato poi conosciuto come grunge. Il sound iniziale del grunge è fortemente influenzato dai Black Sabbath e i Black Flag, in particolare l'album My War. La popolarità del grunge diede nuovo interesse all'American hardcore negli anni novanta.
I Melvins, oltre all'influenza sul grunge, diedero un contributo alla creazione a quello che sarebbe poi stato conosciuto come sludge metal, che è pure una combinazione di Black Sabbath e hardcore punk. Questo genere nasce negli Stati Uniti meridionali, particolarmente all'interno della scena metal di New Orleans. Tra i pionieri dello sludge metal sono presenti: Eyehategod, Crowbar, Down, Buzzov*en, Acid Bath e Corrosion of Conformity. Successivamente, formazioni come gli Isis e i Neurosis, con influenze simili, creano uno stile che fa maggiormente affidamento sull'ambiente e le atmosfere, in un genere che sarebbe poi stato nominato atmospheric sludge metal o post-metal.

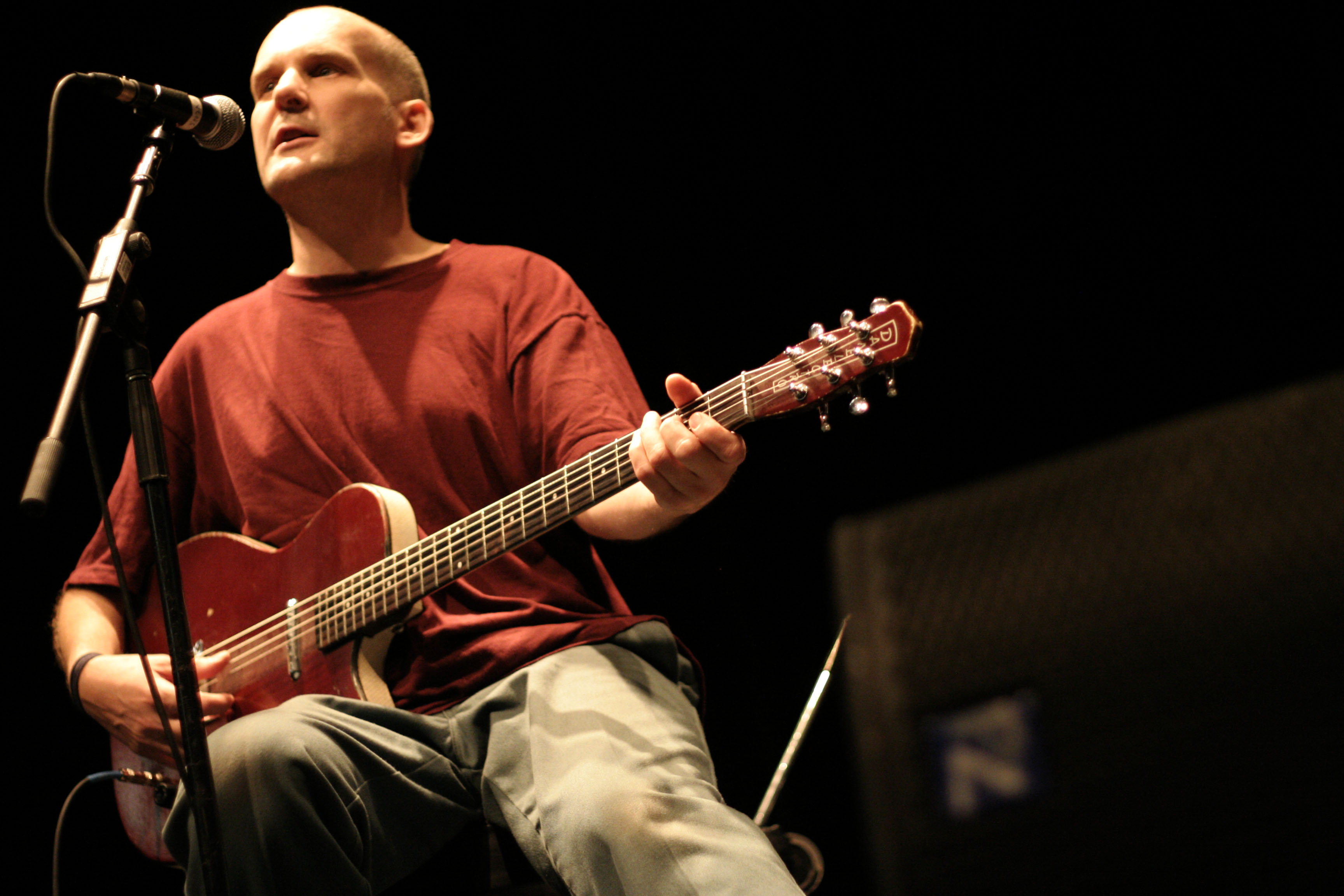
Ian MacKaye

La metà degli anni ottanta vede anche lo sviluppo del post-hardcore, che sposta il genere e l'ambiente verso una direzione maggiormente artistica e complessa, come precedentemente i gruppi del post-punk nei confronti del punk rock tradizionale. Washington, in particolar modo la comunità intorno alla Dischord Records, diviene un focolaio per il post-hardcore, producendo gruppi come gli Hoover, i Nation of Ulysses, i Jawbox e i Fugazi, i quali aiutano a definire la scena post-hardcore e includevano il fondatore della Dischord ed ex-frontman dei Minor Threat Ian MacKaye. Altri importanti gruppi post-hardcore sono i Big Black di Chicago, i Quicksand e gli Orange 9mm di New York, i Pretty Girls Make Graves di Seattle, i Light Pupil Dilate di Atlanta e gli At the Drive-In di El Paso.
Il post-hardcore include e influenza altri stili, tra i quali l'emo e il math rock. I primi gruppi emo sono influenzati da gruppi hardcore come i Rites of Spring, i Minor Threat e i Black Flag. Le formazioni emo sono inoltre profondamente influenzati dai testi potenti, la struttura delle canzoni e le emozioni dell'hardcore. I Sunny Day Real Estate sono talvolta etichettati come "il primo vero gruppo emo".
La scena hardcore punk ha un'influenza che va al di là della musica. La filosofia straight edge, che prevede niente tabacco, niente alcol o droghe, ha le radici nella scena hardcore, in particolar modo nella costa orientale degli Stati Uniti. I gruppi Hare Kṛṣṇa come i 108 e i Shelter incarnano questo movimento, portandolo anche a un livello più complesso. L'hardcore mette anche in particolare evidenza l'etica del DIY, con molti gruppi che autoproducono le loro registrazioni, i poster e altro, che organizzano i propri tour attraverso reti informali di persone con la stessa mentalità. Nella scena hardcore diventano popolari l'ambientalismo e il veganesimo.

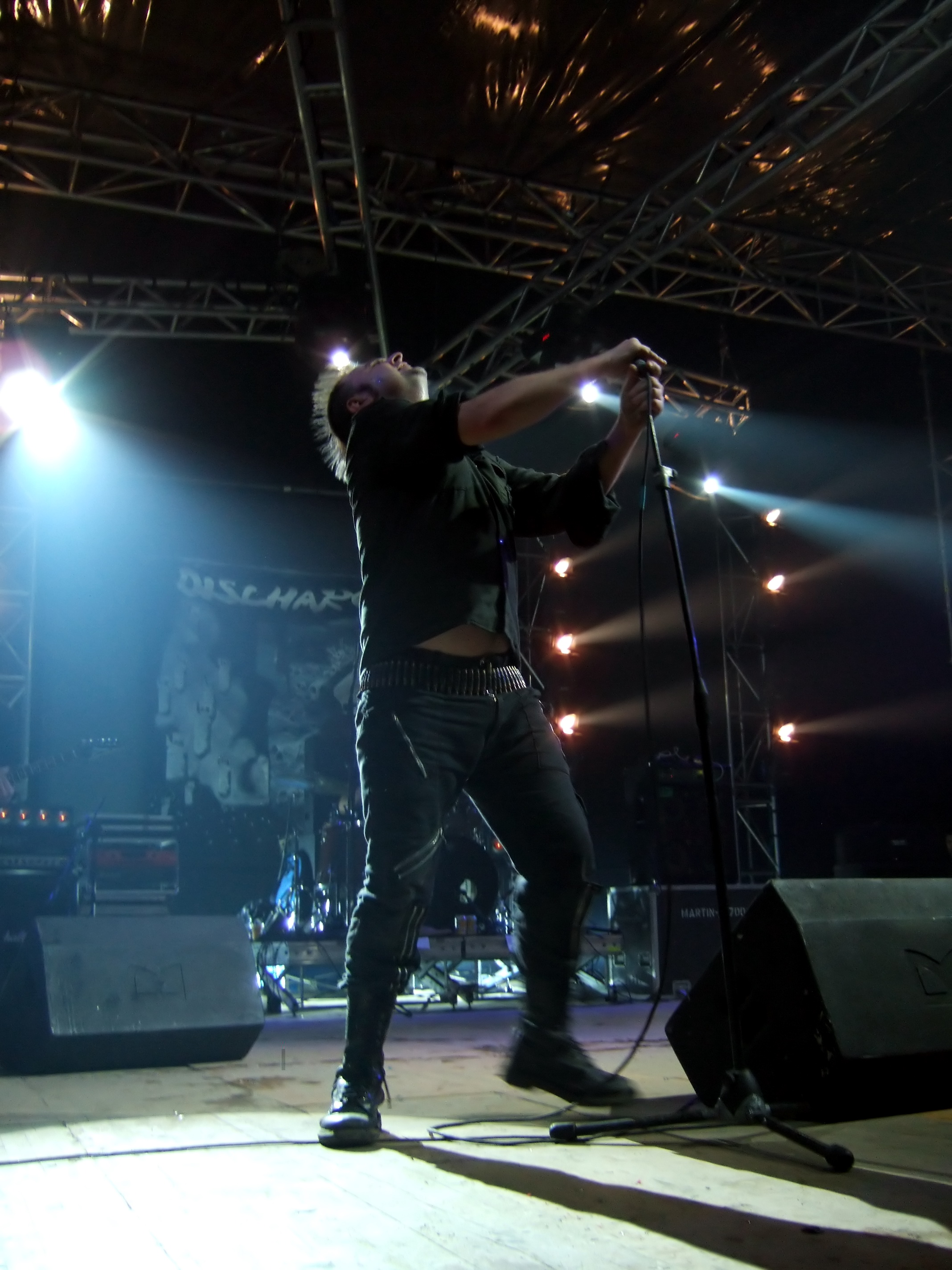
Antony Martin dei Discharge a Roma

Negli anni duemila alcuni gruppi pop punk, spesso formati da ex componenti di band metalcore o hardcore, come Chad Gilbert dei New Found Glory, ex-Shai Hulud, o Andrew Hurley dei Fall Out Boy, ex-Racetraitor e Vegan Reich, creano un nuovo stile mescolando hardcore e pop punk. Il pop punk breakdown, dove le formazioni suonano hardcore o metalcore con accordi melodici, è divenuto comune.
Esistono tuttora gruppi che seguono le linee dell'hardcore originale. Nonostante abbia subito un'evoluzione, segue ancora molti degli ideali straight edge e non si è fuso molto con il metal. Una delle maggiore etichette attualmente di musica hardcore è la Bridge 9 Records. Rappresenta una moda nell'hardcore, oltre a produrre gruppi come Champion, Sick of It All, Stand and Fight e Give Up the Ghost.
Un altro sound comune è rappresentato da formazioni come i From Ashes Rise e i Tragedy, i quali suonano brani melodici influenzati dal crustcore.
Tra i gruppi degli anni duemila, alcuni dei gruppi che hanno cercato una maggiore intensità della musica sono catalogati come power violence, mentre altri hanno mantenuto delle sonorità più simili ai primi gruppi degli anni ottanta. Tra queste formazioni sono inclusi Career Suicide, Spitting Blood, Deadfall e i Tear It Up, ora sciolti. Molti di questi gruppi sono sotto contratto con l'etichetta thrashcore 625. Molto spesso si tenta di emulare il suono dei primi gruppi. Ad esempio, molte formazioni D-beat riprendono le sonorità dei Discharge, prendendo ispirazione anche per il nome. Tra questi, in particolare, hanno ottenuto successo i giapponesi Disclose.
Il termine hardcore è sempre maggiormente applicato a musiche che potrebbero essere considerate metal. Gruppi come i Bleeding Through e i Poison the Well fondono l'aggressività dell'hardcore tradizionale con la tecnicità del metal. Tipici di questo stile metalcore sono parti tipicamente heavy metal e cantati particolarmente duri, talvolta in un growl puramente death. Con l'evoluzione di questo nuovo genere si sviluppa una nuova sottocultura, comprendente ad esempio quello che è inizialmente definito in modo dispregiativo come fashioncore. Negli anni novanta il termine hardcore viene associato anche a un genere dell'elettronica che non ha nulla a che fare con l'hardcore punk, la techno hardcore.
Il suffisso -core è stato applicato a generi che, pur avendo teoricamente origini o influenze derivanti dall'hardcore tradizionale, con quest'ultimo hanno poco in comune, come il sadcore, lo slowcore e l'emocore.

## Scene locali

### Boston

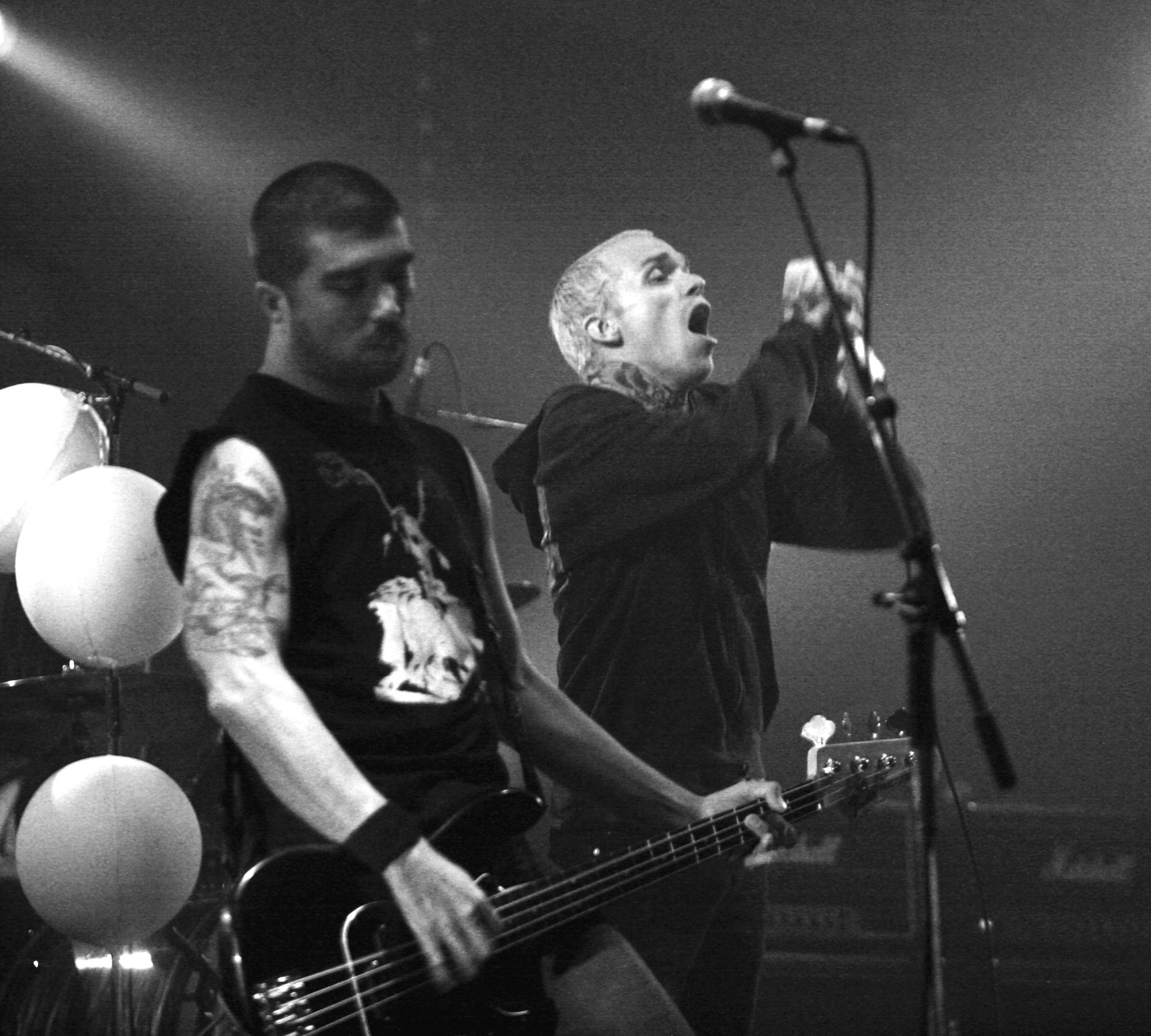
I Converge

A Boston la scena hardcore ha un grande sviluppo, sostituendosi alla precedente scena punk/alternative, non senza tensioni, e con l'importante influenza della scena di Washington, tanto da sviluppare un'ampia comunità straight edge. Importanti nella scena di Boston la raccolta di brani di gruppi locali This Is Boston, Not L.A. del 1982, l'etichetta indipendente Taang! Records e gruppi come SSD, The F.U.'s, Negative FX, DYS, Slapshot, Converge e Toxic Narcotic.
Tuttora il Massachusetts è una scena importante, grazie a gruppi quali Death Before Dishonor, Have Heart o Bane.

### California

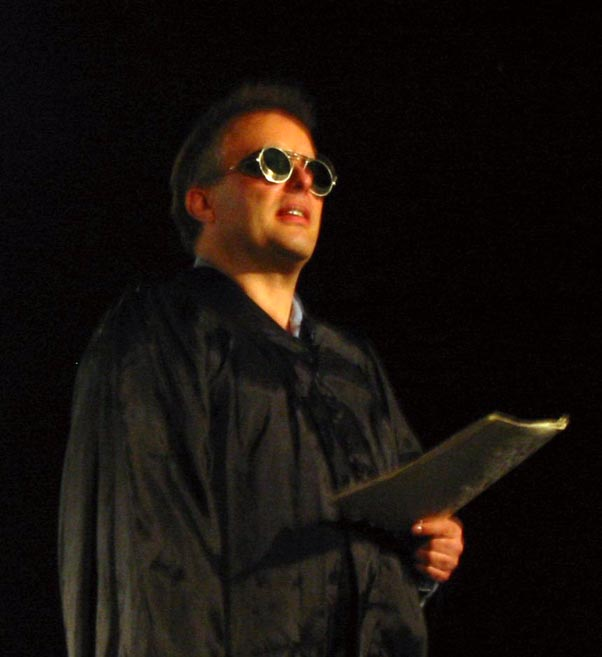
Jello Biafra dei Dead Kennedys

È nella scena punk californiana che, a partire dagli anni 1978-1979, nascono i primi gruppi hardcore, Middle Class, Black Flag e Circle Jerks. Lo sviluppo maggiore si ha nelle scene nei dintorni di Los Angeles, Orange County e San Diego. A L.A., in particolare, si sviluppa una certa rivalità tra la comunità hardcore, sviluppatesi nella zona di South Bay, e quella del punk rock più tradizionale, molto diffusa nella zona di Hollywood. Tra i maggiori gruppi, oltre ai già menzionati Circle Jerks, gli Adolescents, i Bad Religion, i Fear, i Social Distortion e i T.S.O.L. nella California meridionale, e i Dead Kennedys e i Crucifix nell'area di San Francisco. L'hardcore poi diventa popolare nelle comunità surf, acquisendo influenze del surf rock in gruppi come Agent Orange o garage rock come negli Angry Samoans. La scena, celebre per le ideologie di sinistra o anarchiche, vede tra la fine degli anni ottanta e i novanta, la nascita di gruppi di grande successo come Operation Ivy, AFI, Good Riddance, NOFX, No Use for a Name, Rancid e $wingin' Utter$. Grandissima eco viene data alla scena californiana grazie alle etichette Lookout! Records, Epitaph Records e Fat Wreck Chords, oltre che da locali come il 924 Gilman Street di Berkeley.

### Chicago

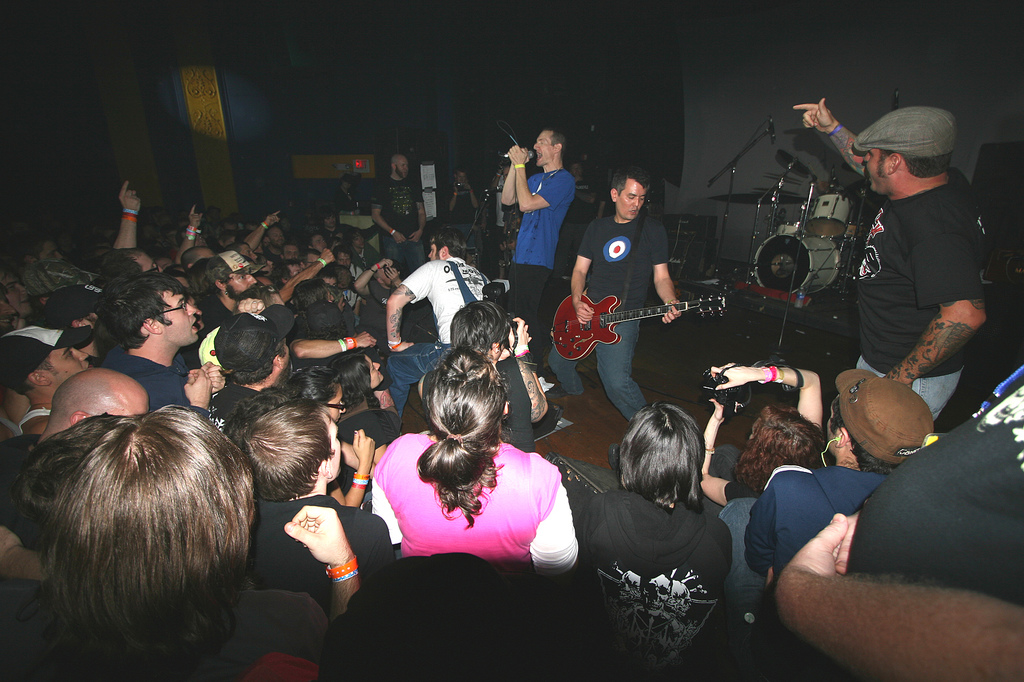
I Naked Raygun

La scena hardcore di Chicago si sviluppa negli inizi degli anni ottanta in una via maggiormente sperimentale rispetto alle omologhe scene di Los Angeles, New York e Washington. Grazie a locali come il La Mère Vipère, il primo locale punk della città, e, soprattutto, l'Oz, primo locale hardcore e realizzatore della compilation locale Busted at Oz, emergono gruppi come i The Effigies, Big Black, Naked Raygun e Strike Under. Una seconda ondata, sviluppatasi a partire dal 1983 e maggiormente aderente ai canoni dell'hardcore statunitense, permette di raggiungere una certa notorietà a gruppi come Articles of Faith, militanti di sinistra, i Rights of the Accused e i The Suburban Nightmare, formazione quest'ultima proveniente dai sobborghi e influenzata dal garage rock.

### New Jersey

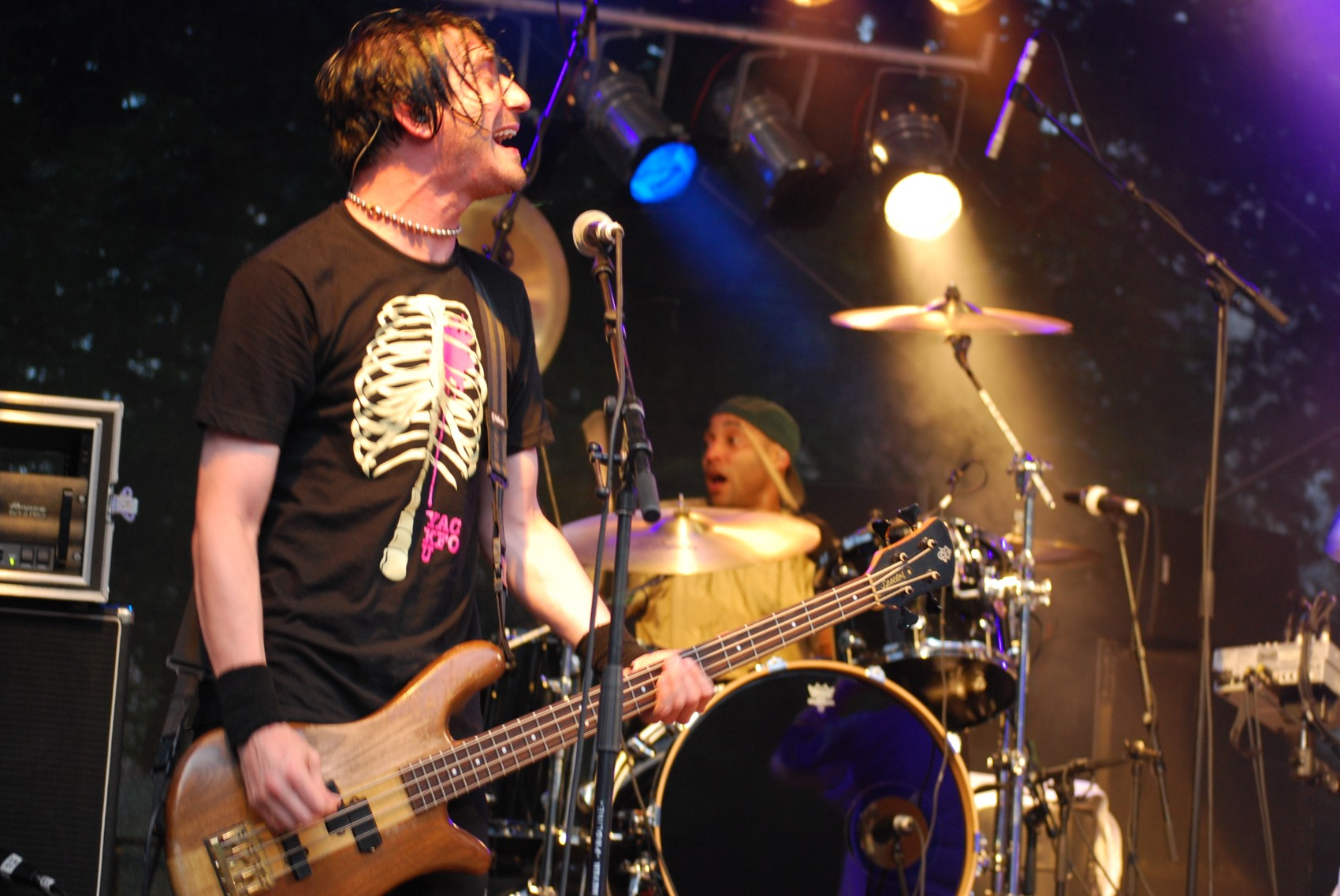
I Dog Eat Dog a Bochum nel 2007

La scena del New Jersey si sviluppa a partire dal 1981-1982 con l'influenza delle contemporanee scene di New York nel nord dello Stato, con gruppi come i Misfits, e di Filadelfia nel sud, con formazioni come i Sadistic Exploits. Tra i maggiori gruppi dell'ondata, The Undead, Adrenalin O.D. e U.S. Chaos. Una seconda ondata, tra la fine degli anni ottanta e l'inizio dei '90, prende come fonte di ispirazione il crossover-skate punk dei Suicidal Tendencies, l'emo proveniente da Washington e il youth crew di New York. Tra i maggiori gruppi i Dog Eat Dog.

### New York

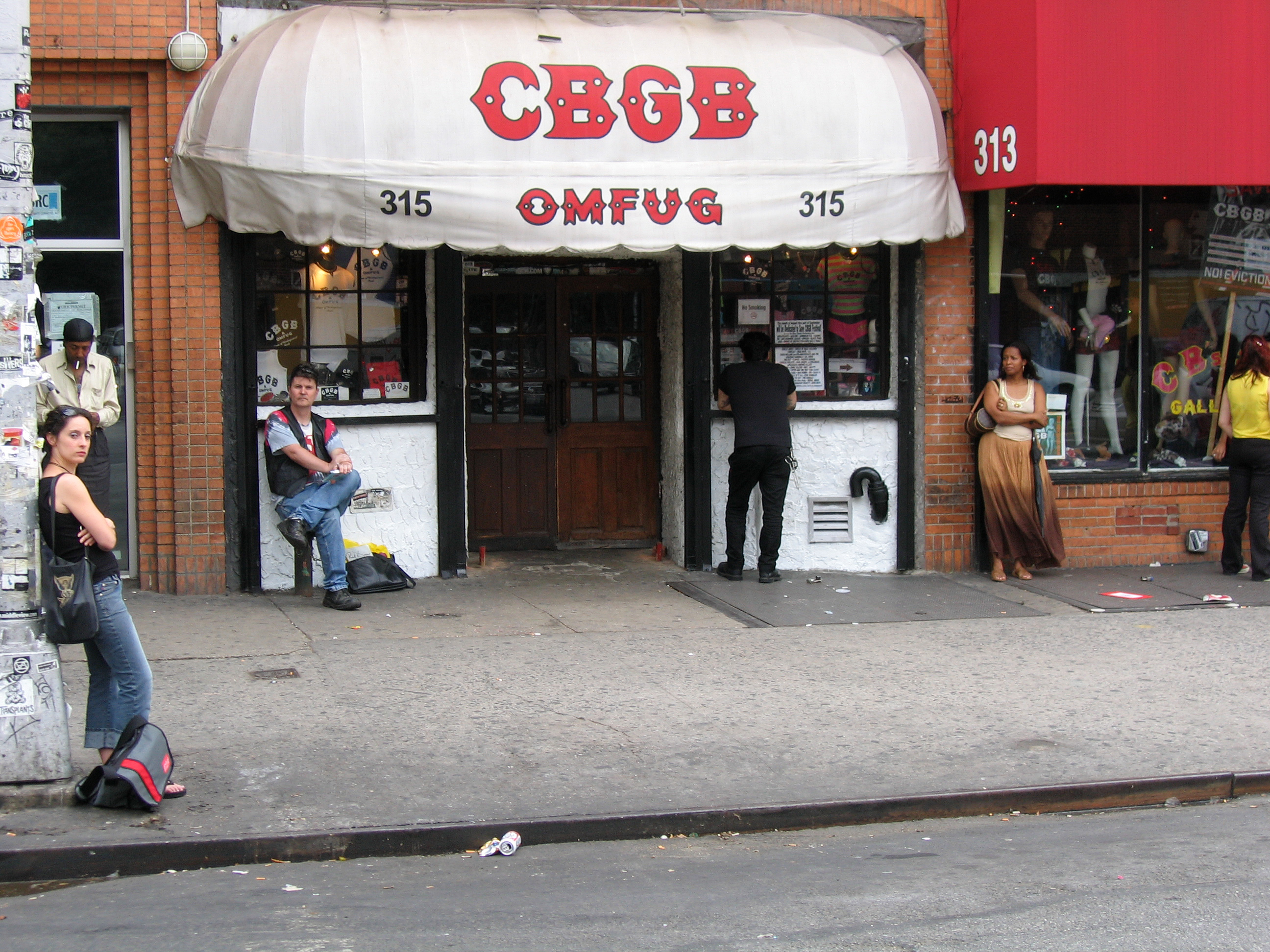
Il CBGB di New York

Uno stile di hardcore punk, nato verso metà anni ottanta nell'area di New York e dintorni, in particolare il New Jersey, il Connecticut e Long Island. Assume caratteristiche stilisticamente distinte da altri generi hardcore americani. Tra le prime sedi a sviluppare una scena hardcore, grazie a locali come il CBGB di Manhattan, all'inizio degli anni ottanta è rappresentata da gruppi come Agnostic Front, Bad Brains, Beastie Boys, Cro-Mags, Murphy's Law, Reagan Youth, Urban Waste e Warzone. Nella seconda metà degli anni ottanta, si sviluppa all'interno della scena NYHC un genere intermedio tra l'hardcore e il thrash metal, il metalcore. Tra le maggiori formazioni del periodo e degli anni novanta, Biohazard, Gorilla Biscuits, Madball, Sick of It All e Quicksand. Più recentemente, hanno acquistato celebrità tra gli altri gruppi come H2O e Most Precious Blood.

### Texas
La scena texana, forte di band come Big Boys, Dicks, MDC, Really Red, Butthole Surfers e Scratch Acid, è stata una delle più valide, eclettiche e scatenate della nazione, pregevole per l'originalità musicale e l'irriverenza dei testi.

### Washington DC

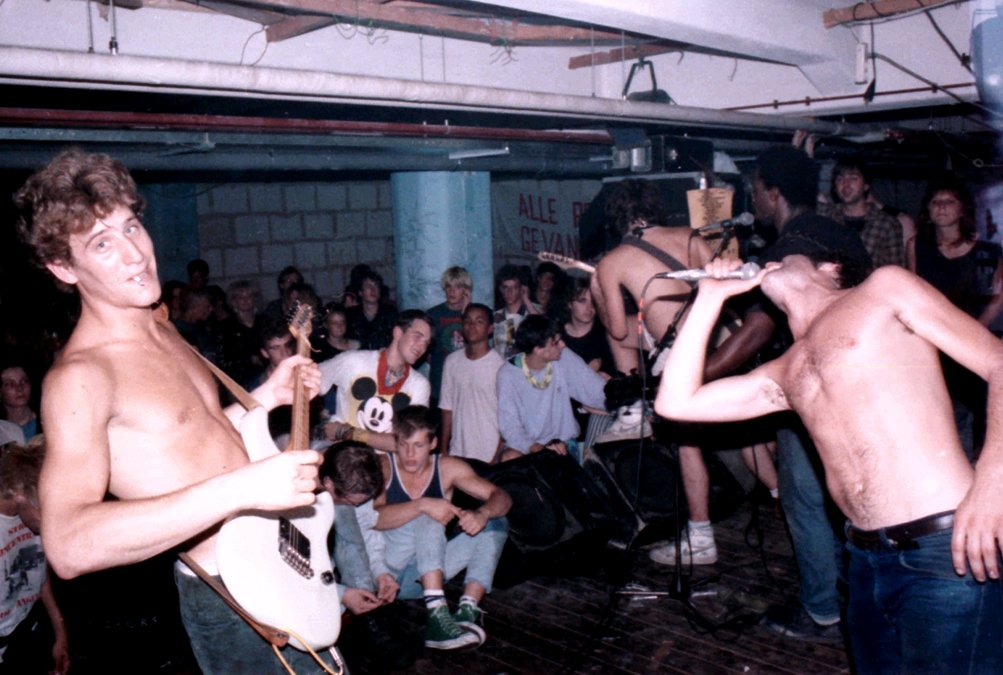
Gli Scream nel 1986

Scena di grandissima importanza, la scena di Washington porta a una maturità l'hardcore statunitense, come affermato da Blush 2007. Tra i maggiori gruppi, Bad Brains, Minor Threat, il cui leader Ian MacKaye ha contribuito alla fondazione dello straight edge, dell'emo e del post-hardcore, Youth Brigade, Government Issue, Marginal Man e Scream.

### Europa

#### Italia

I Wretched in concerto al centro sociale Virus

In Italia gli anni ottanta sono considerati l'età d'oro del punk rock, e in particolare dell'hardcore punk. La scena italiana ha assunto sin dalla nascita connotati strettamente politici, sposando il mondo della sinistra extraparlamentare, e dell'area anarchica in particolar modo. Numerosissimi sono i gruppi nati in questo periodo; alcuni di questi gruppi relativi alla scena italiana, come i Raw Power, i Negazione e gli Indigesti sono riusciti a riscuotere un notevole successo anche in ambito internazionale, ma senza dimenticare gruppi quali Wretched, Impact, Upset Noise, Nerorgasmo, Peggio Punx, Underage, e tanti altri.

#### Regno Unito

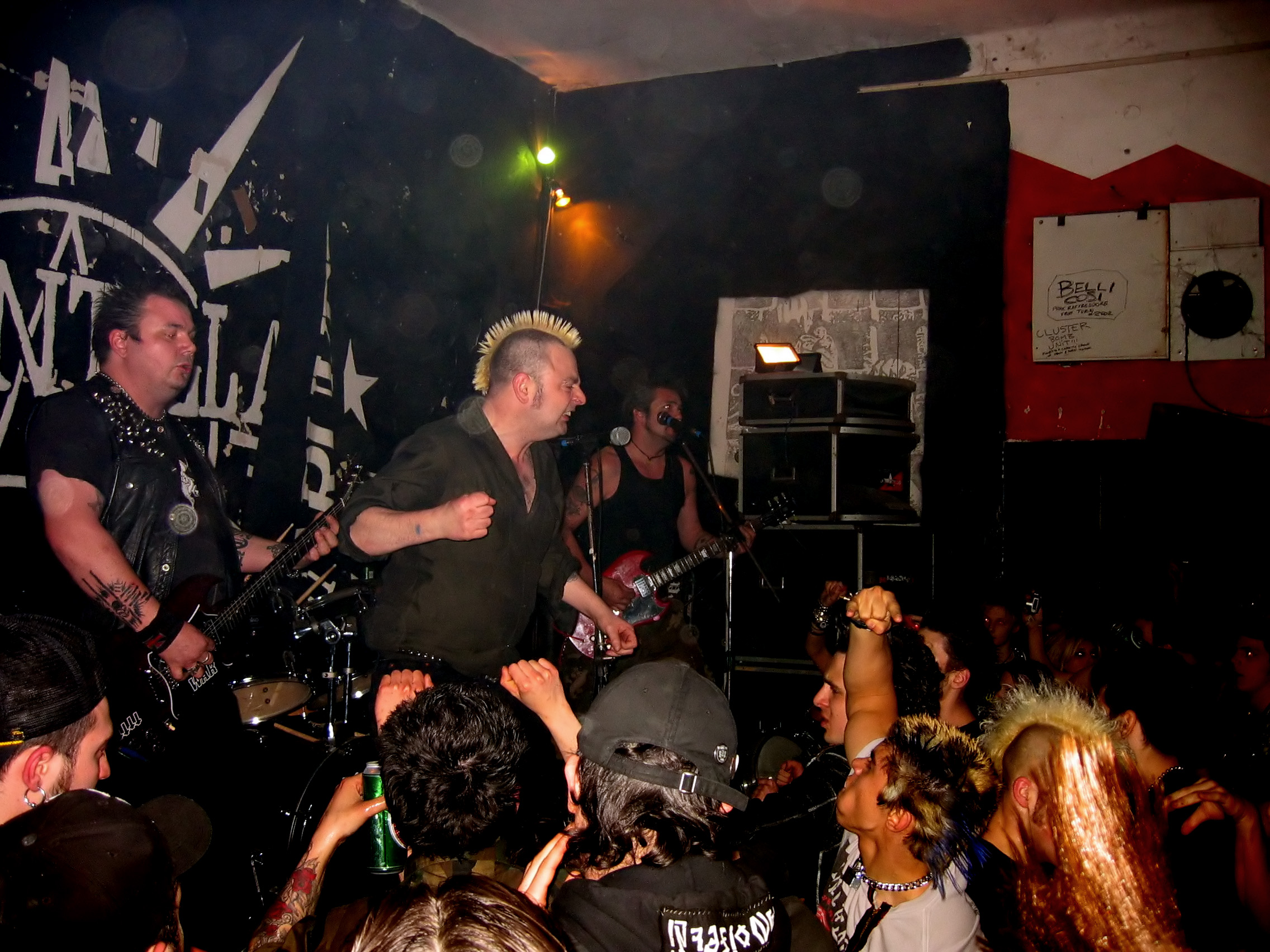
I Varukers nel 2006

Nota con il nome di UK82, la prima ondata di hardcore punk britannico si sviluppa a partire dal 1982. Il nome deriva dall'omonima canzone presente in Troops of Tomorrow degli Exploited. Ispirata a parecchi elementi dell'heavy metal, una parte dell'ondata viene considerata punk metal, mentre una parte riprese il nichilismo tipico di gruppi come i Sex Pistols. Tra i maggiori gruppi, Amebix, Broken Bones, GBH, Discharge, Disorder, Exploited e Varukers. Dall'UK 82 si svilupperanno successivamente altri generi come crust punk, d-beat e grindcore.

## Hardcore e politica

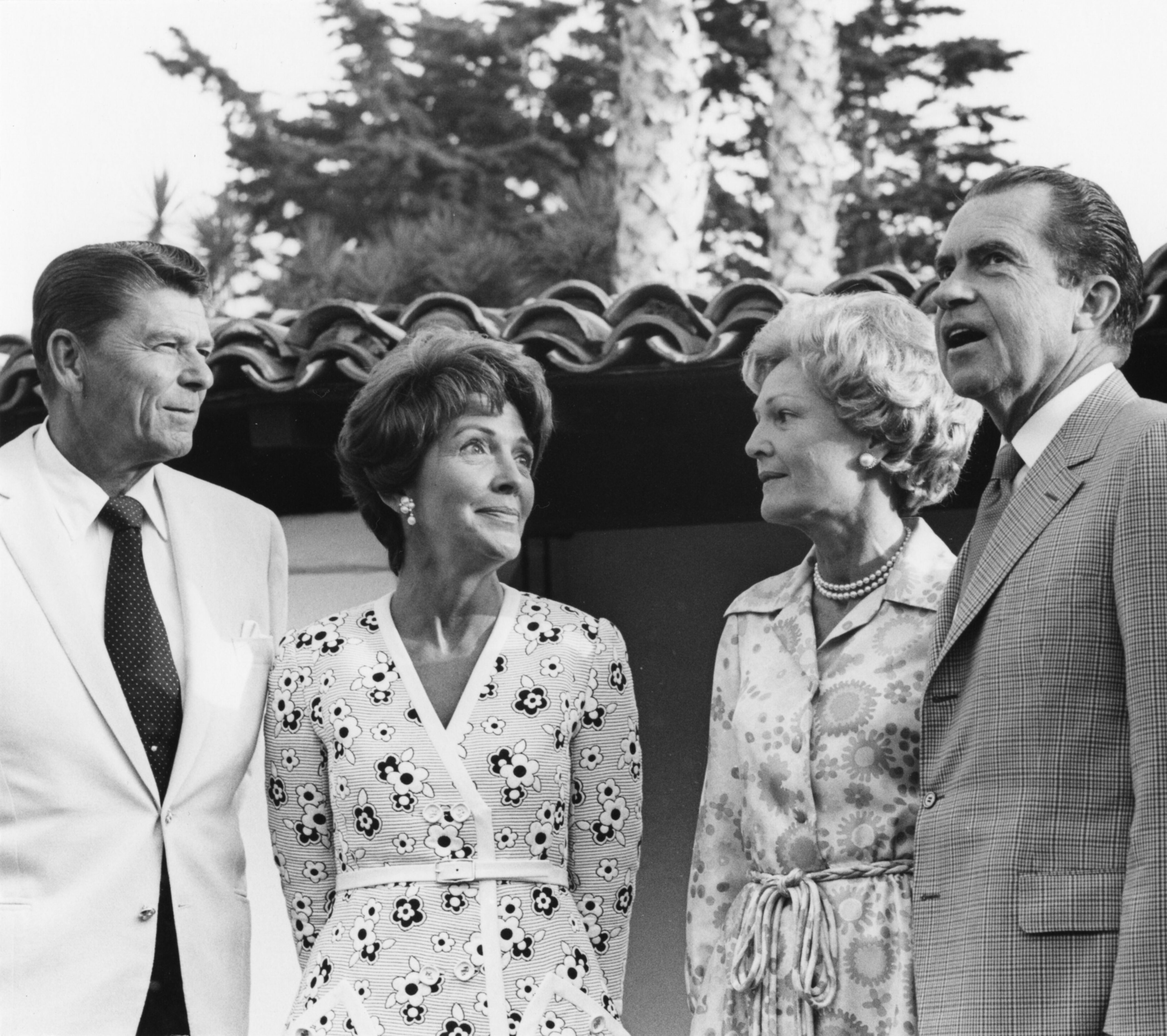
Reagan (a sinistra) con Nixon (a destra) e consorti

I sopramenzionati padrini dell'hardcore presero forti posizioni politiche, in particolare contro la Presidenza Reagan nel periodo 1981-1989. Le politiche di Reagan, che includono il taglio delle tasse e la riduzione della spesa sociale federale, l'aumento delle spese militari, danno argomenti di cui parlare nelle canzoni ai gruppi.  Alcuni gruppi sono famosi per le loro posizioni conservatrici come i The F.U.'s, i The Undead e gli Antiseen, ma sono sicuramente un'esigua minoranza rispetto all'intera scena. Viceversa, gruppi come i Dead Kennedys e gli MDC si caratterizzano per posizioni fortemente libertarie.

### Anarcho punk

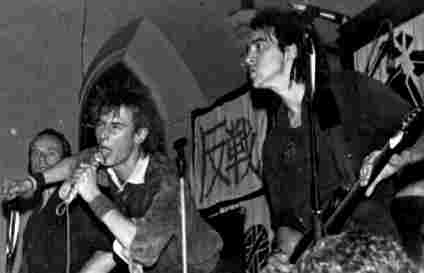
I Crass in concerto

L'anarcho punk è un sottogenere del punk rock da ideologie vicine all'anarchia. Alcune parti del movimento considerano l'anarchia come espressione di caos, disordine e violenza, venendo definiti street punk, mentre altre parti, che riconoscevano nell'anarchia un'espressione di pace e uguaglianza sociale, vennero definiti anarcho punk. L'anarcho punk comprende inoltre ideologie come vegetarianismo, pacifismo, animalismo, anti-capitalismo. Oltre ai Crass, considerati come capostipiti del genere, tra i maggiori gruppi sono da ricordare i Subhumans, i Flux of Pink Indians, i Conflict, i Poison Girls, e i The Apostles.

### Queercore

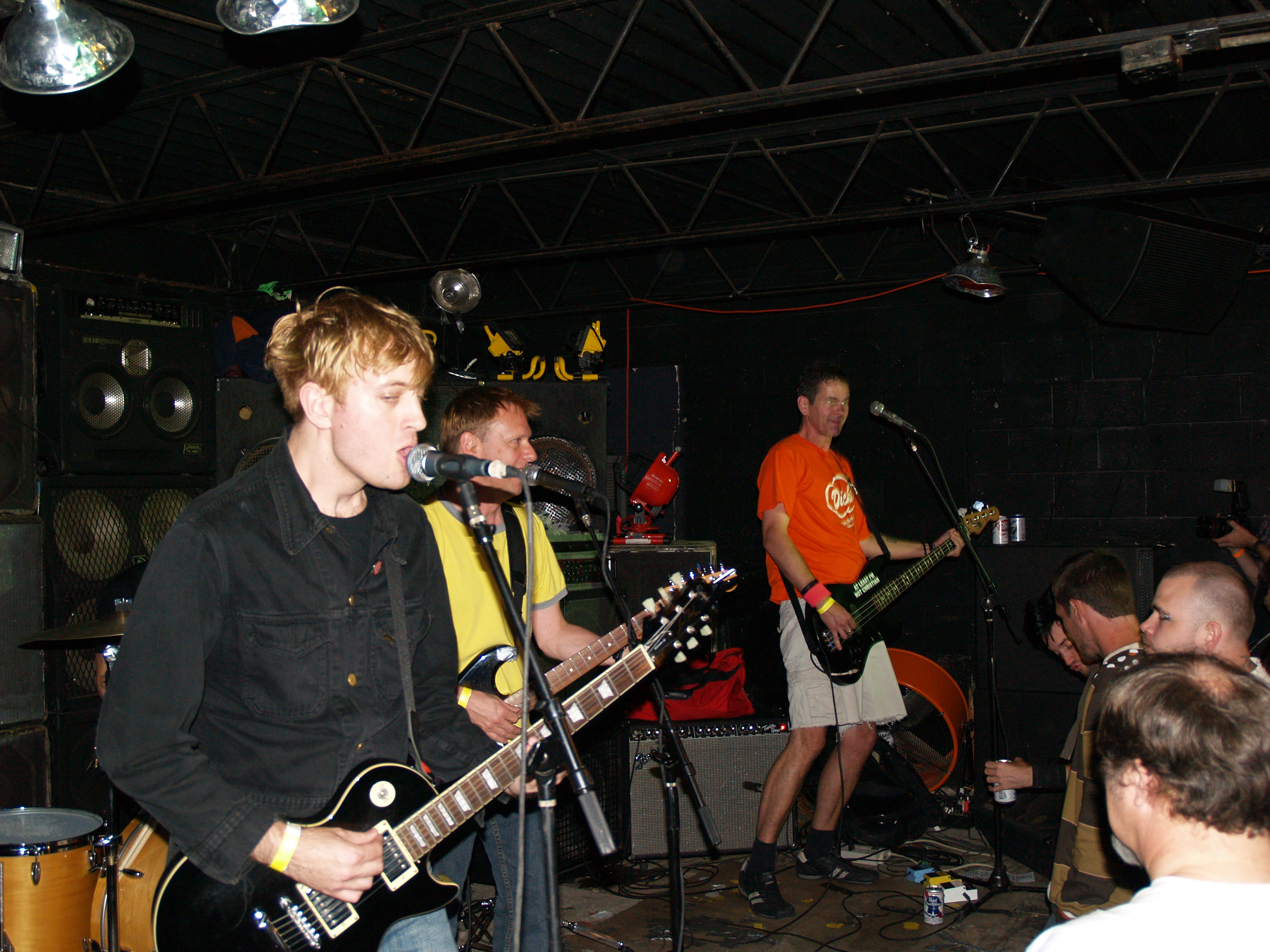
I Pansy Division nel 2007

Il queercore è un movimento che si distingue per le posizioni contro la società attuale ed è sostenuto dalla comunità gay e lesbica, si esprime attraverso l'etica DIY. Il termine deriva da "queer", e indica musica punk rock con tematiche prettamente LGBT come pregiudizio, oppressione e attrazione all'omosessualità. Il maggiori esponenti di questa corrente sono i Pansy Division.

### Riot grrrl
Il movimento riot grrrl è caratterizzato da un forte femminismo militante e dall'attivismo politico. Le "ragazze in rivolta" (questo il significato di riot grrrl) sono principalmente formazione completamente al femminile caratterizzate da uno stile musicale aggressivo e selvaggio e da tematiche come stupro, abusi domestici, sessualità, sessismo, predominio maschile, potere alle donne. Tra i maggiori gruppi, Bikini Kill, Babes in Toyland, Devotchkas, L7, 7 Year Bitch, Sleater-Kinney, Hole e Slant 6.

## Filosofia hardcore

### Straight edge

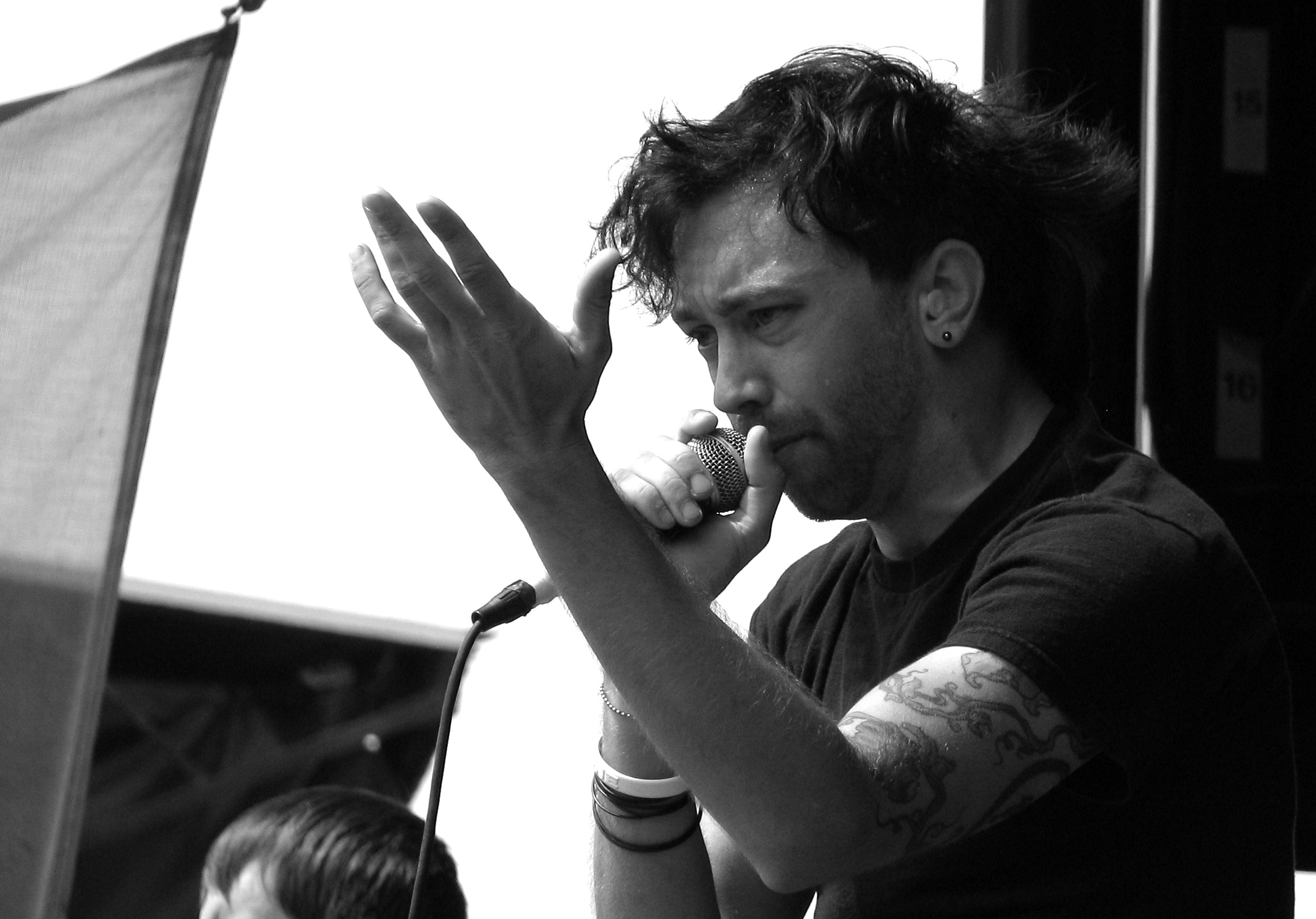
Tim McIlrath dei Rise Against, aderente alla filosofia straight edge

Lo straight edge è una filosofia che prevede, allo scopo di non annebbiare le facoltà mentali, l'astinenza da tabacco, alcool, droghe, sesso occasionale, e che spesso contempla il vegetarismo. Questa corrente fu teorizzata e messa per la prima volta in pratica nei primi anni ottanta da Ian MacKaye, membro dei Minor Threat, nella scena hardcore di Washington, e sviluppata poi dagli SSD di Boston, specie grazie al contributo del chitarrista Al Barile. Il nome deriva proprio da una canzone dei Minor Threat, Straight Edge. Tra i gruppi aderenti a questa filosofia, 7 Seconds, Converge, Good Riddance, Gorilla Biscuits e Rise Against.

### Youth crew

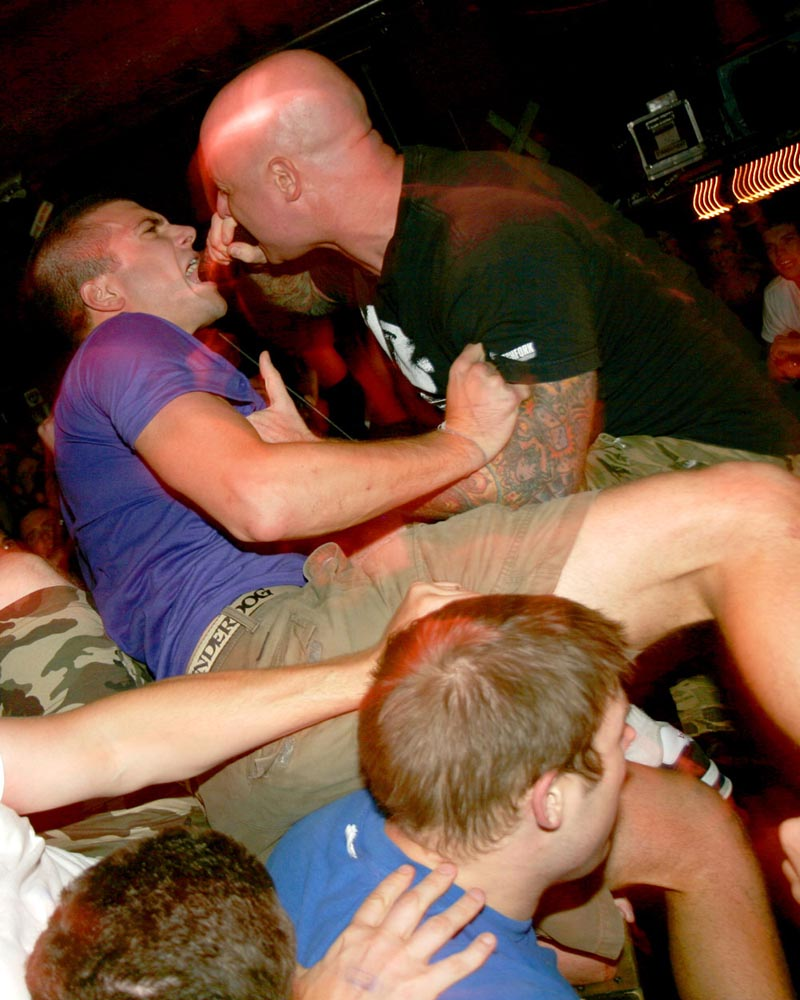
I Gorilla Biscuits in concerto

Contemporaneamente sottogenere e movimento interno al hardcore punk, la youth crew nasce nella scena di New York intorno all'etichetta discografica Revelation Records Il nome proviene da una canzone degli Youth of Today e ha come anno centrale il 1988 (spesso infatti i gruppi della youth crew adottano il numero 88 nel nome, il che non ha a che vedere con il nazismo, altrettanto legato al numero 88). Si caratterizza per un rifiuto dello stile di vita nichilista e autodistruttivo tipico del punk, sostituito con uno stile pulito e positivo, spesso anche straight edge.

## Arte hardcore
Nonostante l'hardcore possa apparire come totalmente in contrapposizione con l'arte, a causa dello stile tipicamente spoglio e privo di ornamenti, oltre che del talvolta esplicito disprezzo verso il mondo artistico, come evidenziato da quello che Steven Blush definisce il manifesto dello scisma dell'HC con il mondo dell'arte, la canzone How Much Art Can You Take? degli SS Decontrol, la scena hardcore ha comunque sviluppato alcune forme artistiche, identificate per alcune caratteristiche tipiche. Così come la musica cui fa riferimento, quest'arte si batte contro il consumismo, l'amministrazione Reagan e le multinazionali, attraverso frammenti di pubblicità e fotografie, collage, illustrazioni e caratteri tipografici speciali, quasi sempre in bianco e nero. Tra le immagini maggiormente utilizzate, disegni oltraggiosi, anche verso la religione, immagini della guerra del Vietnam, assassinii, incidenti stradali e ritratti del presidente Reagan.
Quest'arte si diffonde tramite le locandine dei concerti, le copertine dei dischi, i graffiti e i volantini diffusi dai fan. Tra i maggiori artisti, Winston Smith divenne celebre per la propria collaborazione con i Dead Kennedys, di cui disegnò la copertina dell'EP In God We Trust, Inc., raffigurante Gesù in un crocifisso realizzato con dollari.
Un altro artista, Raymond Pettibon, realizzò delle opere utilizzate per le copertine dei Black Flag e della SST, caratterizzate dall'utilizzo della china e da tematiche rappresentanti odio, noia, inquietudine e da didascalie deprimenti.
Sean Taggart, fumettista, realizzò manifesti per i concerti a New York, oltre alle copertine degli Agnostic Front, dei Cro-Mags e, in un secondo momento, dei Metallica. Pushead, invece, divenne celebre per le proprie raffigurazioni in stile mortuario e pieno di teschi.

## Balli hardcore

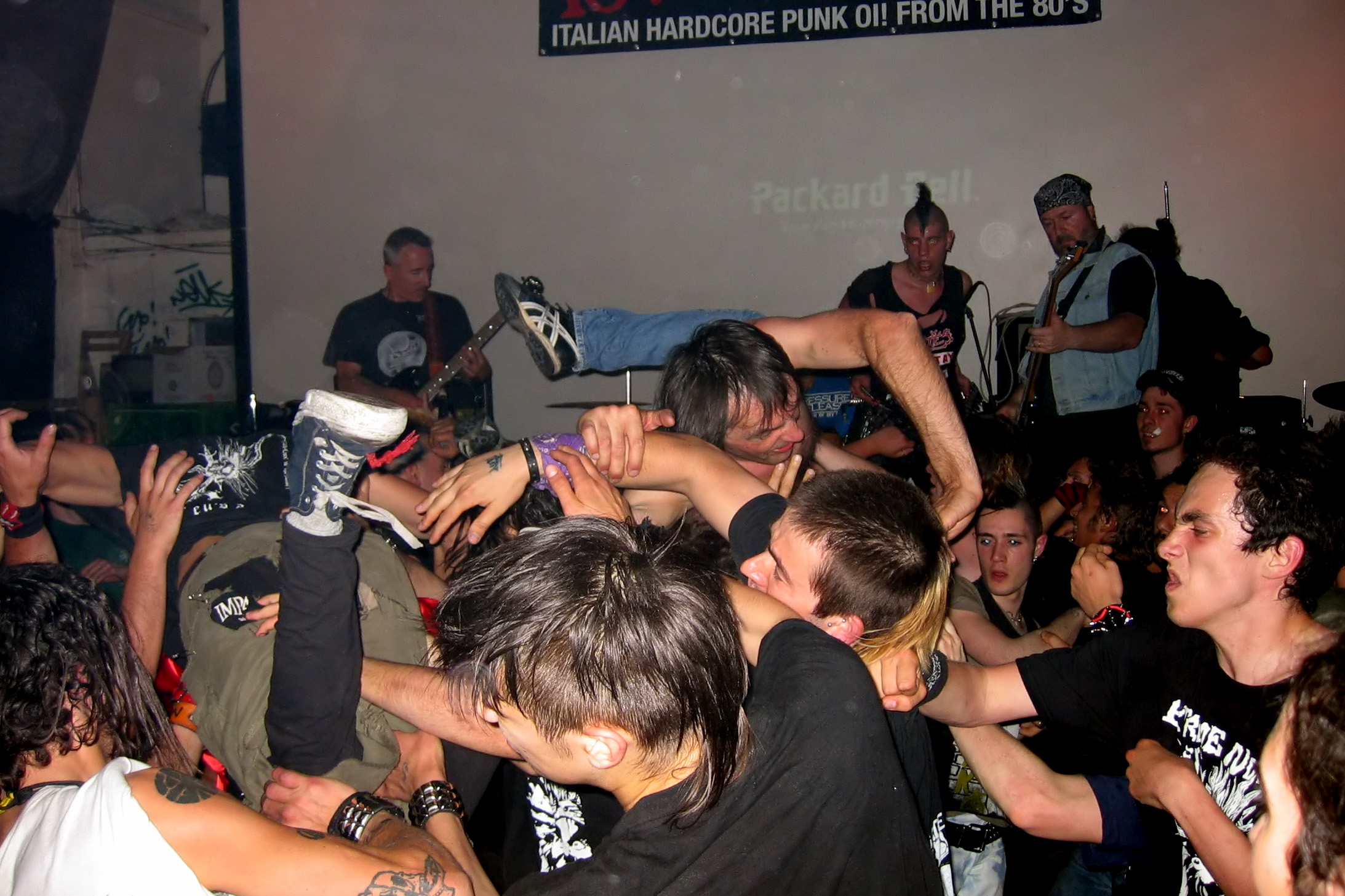
Esempio di mosh

All'inizio degli anni ottanta la scena hardcore punk sviluppa il mosh e il tuffo dal palco. Alla fine del decennio, la scena thrash metal imita questa forma di ballo, grazie a gruppi come gli Anthrax, i quali popolarizzano il termine mosh nella scena heavy metal. Il termine hardcore dancing descrive un tipo di danza che è oramai un muro portante per i concerti hardcore. Tra gli stili tipici, possono essere menzionati il 2 step (in cui si esegue il dondolio delle gambe su loro stesse), il floor punch (simulazione di pugni al pavimento), the windmill (il mulino, in cui vengono agitate le braccia come pale di mulini a vento) e il cartwheels (ruota da carro). L'hardcore dancing presenta anche passi derivati dalla break dance e varie arti marziali.